# Historique du parcours international de Manchester United
Cette page présente l'historique des matchs européens et internationaux disputés par Manchester United depuis 1956.

## Histoire

### Premiére participation (1957)

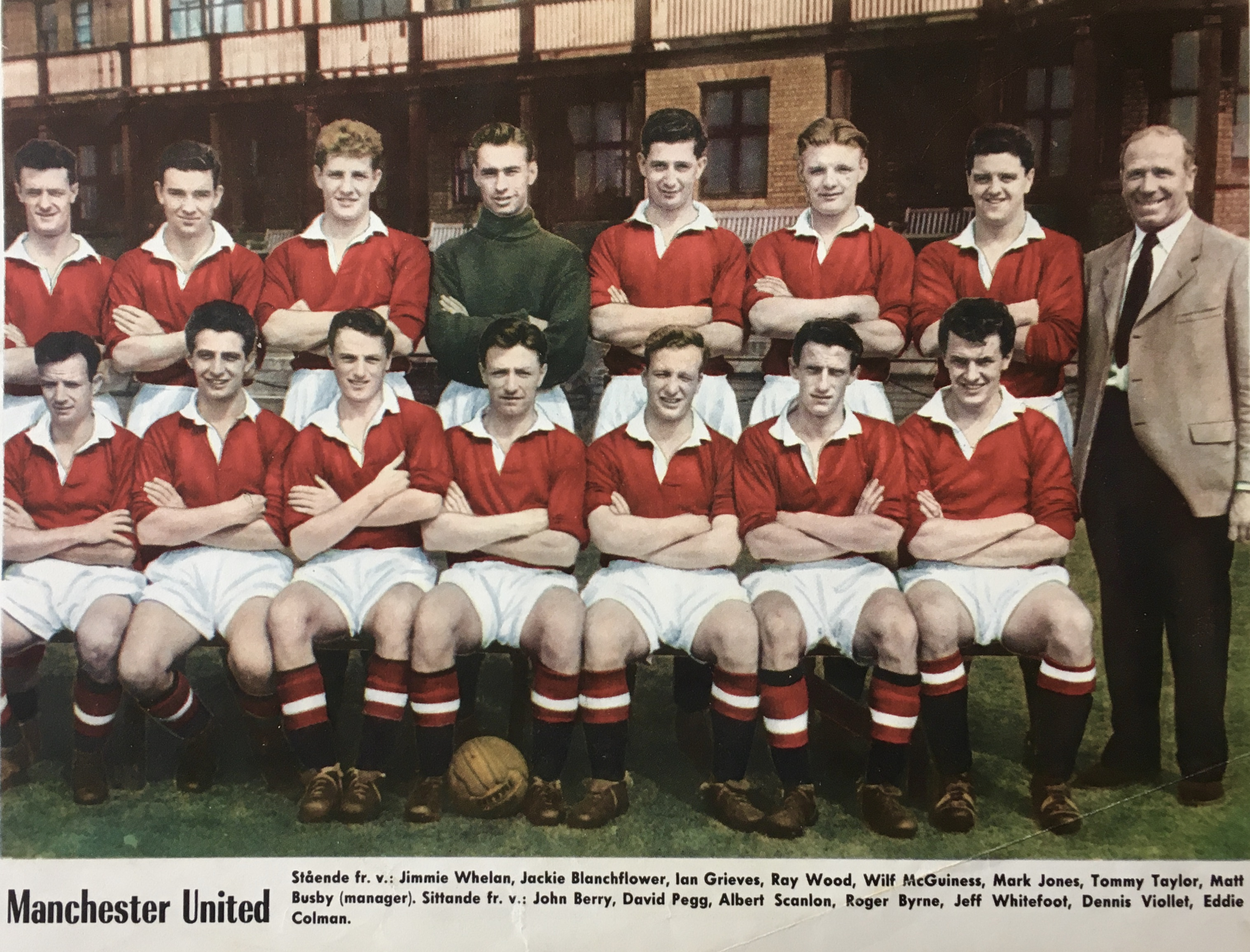
L'équipe des red devils pour leur première participation en coupe d'Europe.

Manchester United participe pour la première fois à une compétition européen en 1956-1957. Le premier match du club en compétition européenne était un tour préliminaire contre Anderlecht au Parc Astrid de Bruxelles, Manchester United a remporté le match aller 2-0. Le match retour s'est joué à Maine Road, domicile du rival local de Manchester City , car le stade de United, Old Trafford, n'avait pas encore été équipé de l'éclairage nécessaire pour les matchs du soir. Le match s'est terminé par une victoire de 10-0 pour Manchester United, un résultat qui constitue encore aujourd'hui la plus large victoire du club sur la scène européenne.
S'ensuit des victoires contre le Borussia Dortmund et l'Athletic Bilbao et avec une demi-finale contre le Real Madrid tenant du titre. Le match aller au stade Santiago Bernabéu est perdu 3-1 par les mancuniens. Malgré le match nul 2-2 lors du match retour à Old Trafford, le club termine demi-finaliste pour sa première participation.

### Crash de Munich (1958)
United a de nouveau remporté le titre de champion et était donc éligible pour participer à la Coupe d'Europe pour la deuxième année consécutive. Après avoir éliminé Shamrock Rovers au tour préliminaire, puis le Dukla Prague pour le premier tour,.

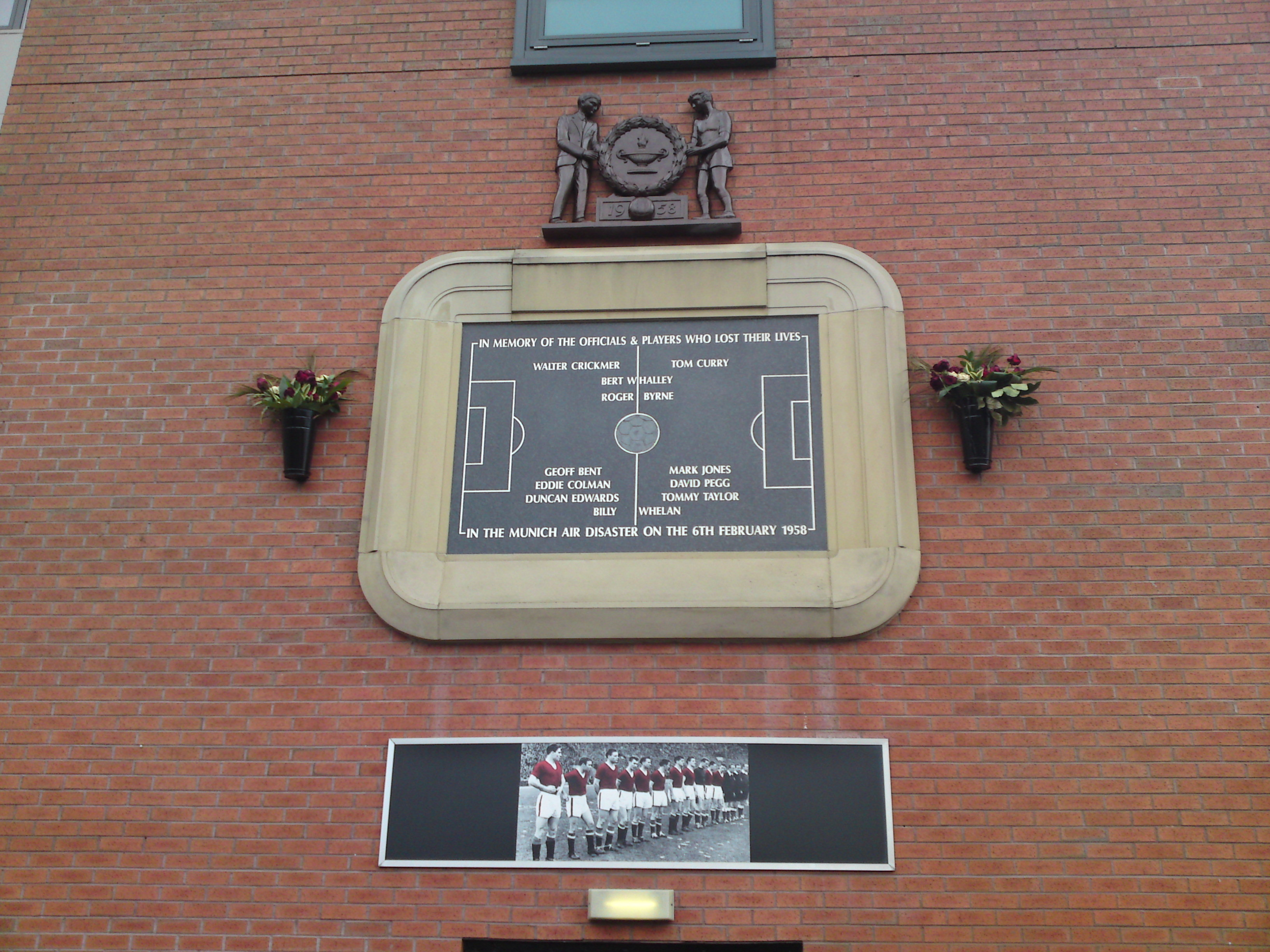
Plaque commémorative du crash de Munich à Old Trafford.

Pour le 1/4 de finale, la direction du club a affrété un avion pour le match retour à l'Étoile Rouge de Belgrade. Après une victoire 2-1 au match aller à Manchester, un match nul 3-3 à Belgrade a suffi à assurer le passage aux demi-finales. Lors du vol retour pour Manchester, et après deux tentatives infructueuses de décollage, les pilote et copilote de l'avion décident, en accord avec un ingénieur, de tenter un troisième décollage. Comme pour les deux précédentes tentatives, la troisième est un échec : l'avion roule sur la piste mais ne parvient pas à décoller. Ayant pris trop de vitesse, il ne peut éviter de percuter une maison et un entrepôt de carburant qui explose, le feu se propageant à la carcasse de l'avion. Sur les 44 personne a bord, 21 personne survivent. C'est une équipe amoindrie qui ne peut éliminer l'AC Milan malgré la victoire 2-1 à Old Trafford (défaite 4-0 à San Siro),.

### Retour en Europe et premier titre européen (1963-1969)
La victoire lors de la FA Cup 1963 signifie que le club revient à la compétition européenne après une absence de cinq ans pour la Coupe des vainqueurs de coupe 1963-1964 . Après avoir balayé Willem II des Pays-Bas et les champions en titre, l'anglais Tottenham Hotspur, Manchester United à affronté le Sporting CP en quarts de finale. Une victoire 4-1 à domicile au match aller signifiait que United devait éviter la défaite par plus de trois buts à l'Estádio José Alvalade pour se qualifier pour les demi-finales, cependant l'équipe a succombé à sa plus lourde défaite en compétition européenne à ce jour, perdant 5-0 et 6-4 au total sur les deux matchs.

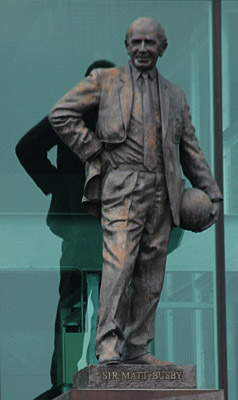
Statut de Sir Matt Busby devant Old Trafford, vainqueur de la première Ligue des champions en 1968.

La saison suivante après avoir battu le HJK Helsinki de Finlande et le Viktoria Francfort d'Allemagne de l'Est lors des deux premiers tours, Manchester United à affronté le SL Benfica, quadruple finaliste, double vainqueur et finaliste de la saison précédente se présente comme favori. Malgré ce match, United s'est imposé 3 à 2 lors du match aller à Old Trafford, avant de battre l'équipe de Lisbonne 5 à 1 à l'Estádio da Luz, dans ce qui est considéré comme le plus grand match de la carrière de George Best. Le résultat à établi une défaite en demi-finale contre le Partizan et une nouvelle élimination en demi-finale.
Manchester United à remporté le titre de champion de 1967, cela leur a assuré leur deuxième participation consécutive en Coupe des clubs champions 1967-1968. Après avoir battu les champions maltais, les Hibernians FC au premier tour, United s'est vu affronté un club en Yougoslavie, cette fois le FK Sarajevo. Les Diables rouges à Sarajevo ont été tenus en échec 0-0. Le match retour à pris le contrôle du match grâce aux buts de John Aston et George Best. Sarajevo n'a pu marqué qu'un but et United s'est qualifié pour les quarts de finale, où ils ont été tirés au sort contre le club polonais de Górnik Zabrze. Man.United à remporté le match aller à Old Trafford 2-0. Les Polonais ont réussi à repartir avec une victoire 1-0 au match retour, mais cela n'a pas suffi à empêcher United de se qualifier pour une nouvelle demi-finale.
Pour la demi-finale, il retrouve le Real Madrid onze ans après leur dernière confrontation, la victoire 1-0 de United au match aller à Old Trafford et le match nul 3-3 au Bernabéu permet à Manchester United et Matt Busby de jouer la première finale de coupe d'Europe, dont la finale se joue à Wembley. Lors de la finale, Best était de nouveau sur la feuille de match, avec deux buts de Charlton et un de Kidd le jour de son 19e anniversaire, Manchester United bat les champions portugais 4-1 après prolongation pour remporter son premier trophée européen ainsi que sa première Ligue des champions.
Pour le dernier parcours européen de Matt Busby, Manchester United a atteint les demi-finales de la Coupe d'Europe en tant que tenant du titre lors de la saison 1968-1969, mais c'est fait éliminer contre l'AC Milan.

### De retour en Coupe d'Europe onze ans après (1976-1985)
Après le départ à la retraite de Sir Matt Busby en tant qu'entraîneur à la fin de la saison 1968-1969, Manchester United entra dans une période de maintient qui aboutit à la relégation en Deuxième Division en 1974. La promotion fut obtenue du premier coup sous la direction de Tommy Docherty , qui avait pris le relais en décembre 1972, et lors de cette première saison de retour dans l'élite, Manchester United à terminé troisième du championnat pour se qualifier pour la Coupe UEFA est ce feront éliminer par la Juventus des le 2e tour.
Bien que Manchester United se soit qualifié pour la Coupe des vainqueurs de coupe en tant que vainqueur de la FA Cup en 1977, le club enchaine des petits résultats en 1978 face au FC Porto et en Coupe UEFA (1/32 de finale en 1981 face au Widzew Łódź et en 1983 face à Valencia FC).
L'année d'après en 1984 le club atteint les demi-finales face à la Juventus (match nul 1-1 à aller et défaite 1-2 au retour) et atteint les quarts de finale de la Coupe UEFA en 1984-1985, mais ce sera leur dernière participation en coupe d'Europe avant le drame du Heysel qui a suivi lors de la finale de la Coupe d'Europe de la même année, au cours duquel les émeutes des supporters de Liverpool ont entraîné la mort de 39 spectateurs et conduit à une interdiction de tous les clubs anglais des compétitions européennes qui ne sera pas levée avant 1990. Cela a conduit Manchester United à manquer la participation à la Coupe des vainqueurs de coupe européenne en 1985 et la Coupe UEFA en 1986 et 1988. Au cours de cet exil d'Europe, Manchester United à remplacé Ron Atkinson par Alex Ferguson comme manager du club.

### Ascension vers l'élite européenne et titres en Ligue des champions (1990-2011)

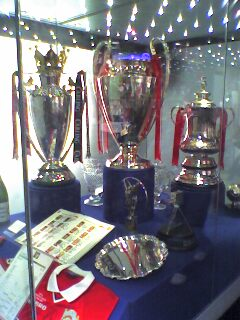
Les trois trophée du triplé de 1999 (à droite la Premier League, au centre la Ligue des champions, à gauche la Coupe d'Angleterre et devant le maillot domicile de la saison 1998-1999)

Lorsque l'interdiction des clubs anglais dans les compétitions européennes a été levée pour la saison 1990-1991, Manchester United était le représentant de l'Angleterre dans la Coupe des vainqueurs de coupe d'Europe, en tant que vainqueur de la FA Cup, et ils ont marqué leur retour en Europe en remportant la compétition, avec un succès 2-1 contre Barcelone après avoir éliminé : Pécsi Mecsek, Wrexham AFC, Montpellier HSC et le Legia Varsovie. La saison suivante est marquée par la victoire en Supercoupe de l'UEFA face à l'Étoile rouge de Belgrade mais est éliminer dés les 1/8 de finale en Coupe des coupes par l'Atlético de Madrid.
En remportant le titre de Premier League en 1993, Manchester United à permis de jouer dans la nouvelle Ligue des champions de l'UEFA (anciennement Coupe des clubs champions), pour cette participation le club est éliminé dés le 2e tour par les turques de Galatasaray SK. Après une participation décevante en Ligue des Champions 1995 (éliminer en phase de groupe) et en Coupe UEFA 1996 (éliminer par le Torpedo Moscou)  C'est en 1997, qu'ils ont atteint les demi-finales de la Ligue des Champions et ont été battus par le Borussia Dortmund future vainqueur de la compétition.
Après une élimination en 1/4 de finale en 1998 par l'AS Monaco, ils ont finalement mis fin à une attente de 31 ans pour une deuxième Ligue des champions en 1999 lorsque les buts de Teddy Sheringham et Ole Gunnar Solskjær dans les arrêts de jeu leur ont permis de s'imposer 2-1 contre le Bayern Munich en finale à Barcelone et réalisant le premier triplé d'un club anglais (le championnat et la coupe d'Angleterre).
Entre 2000 et 2006 le club atteint les tours éliminatoires sans pour autant jouer une finale (Ligue des champions 2000 1/4 de finale contre le Real Madrid, Ligue des champions 2001 1/4 de finale contre le Bayern Munich, Ligue des champions 2002 Demi-finale contre le Bayer Leverkusen, Ligue des champions 2003 1/4 contre le Real Madrid, Ligue des champions 2004 1/8 de finale contre le FC Porto, Ligue des champions 2005 1/8 de finale contre l'AC Milan, Ligue des champions 2006 éliminer des la phase de poule).

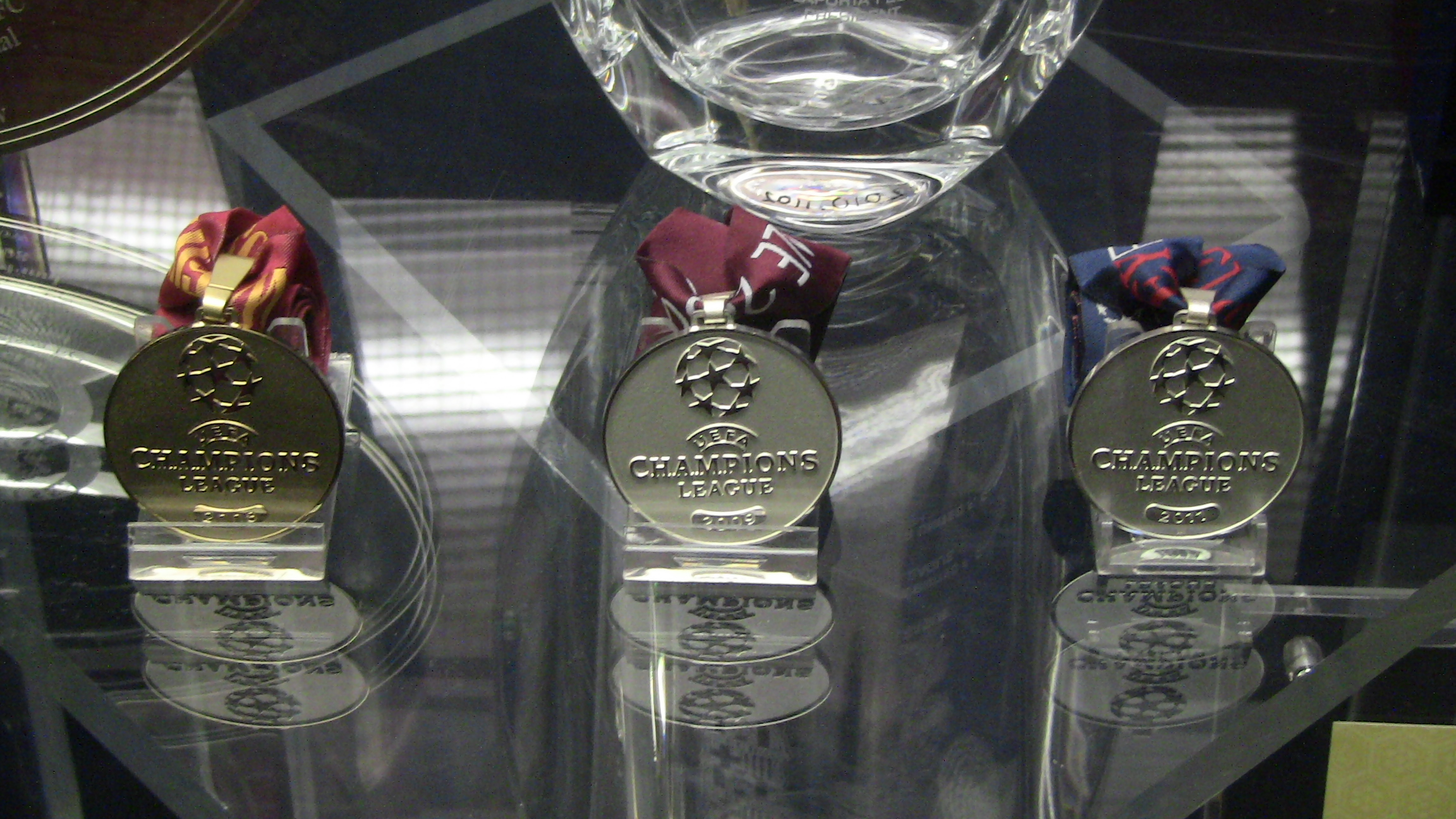
Les trois médailles de la Ligue des champions (à droite celle vainqueur en 2008, au centre la finaliste de 2009 et à gauche la finaliste de 2011)

Manchester United à eu un impact sur la compétition lors de la saison 2006-2007. Après avoir perdu 2-1 en Italie contre la Roma lors du quart de finale aller, ils ont triomphé 7-1 au match retour pour atteindre les demi-finales pour la première fois en cinq ans. Ils ont gagné 3-2 contre AC Milan au match aller, mais le parcours se terminent par une défaite 3-0 au match retour,,. Cependant l'année d’après, ils remportent le trophée pour la troisième fois, battant leur compatriote anglais de Chelsea aux tirs au but à Moscou après un match nul 1-1 lors de la première finale de Ligue des champions entièrement anglaise.
Manchester United a atteint deux autres finales de Ligue des champions au cours des trois années suivantes, mais a perdu contre Barcelone à chaque fois, d'abord lors de la finale de 2009 à Rome, puis lors de la finale de 2011 au nouveau stade de Wembley à Londres,.

### Changement d'entraineur et déconvenue en coupe d'Europe (2012-)
Pour les deux dernier parcours européen de Sir Alex Ferguson avec Manchester c'est une élimination en phase de groupe de la Ligue des Champions et un 1/8 de finale de Ligue Europa contre l'Athletic Bilbao et la saison suivante une élimination en 1/8 de finale par le Real Madrid.
Après avoir terminé septième de la Premier League en 2013-2014 sous la direction de David Moyes, Manchester United a raté en 2014-2015 pour la première fois en 25 ans une participation européenne, mais est revenu à la saison suivante après le remplacement du coach par Louis van Gaal qui à guidé le club à la quatrième place du championnat et à une place dans les barrages de la Ligue des champions dont le club finira 3e de groupe et éliminer en 1/8 de finale d'Europa League face à Liverpool,.
En remportant la FA Cup 2015-2016 (complétée par une cinquième place en Premier League cette saison-là) et avec l'arrivée de José Mourinho, Manchester United a commencé sa campagne européenne 2016-2017 en Ligue Europa. Man.United à remporté le tournoi après avoir battu l'Ajax 2-0 en finale, leur offrant ainsi leur première victoire de la compétition et devenant le cinquième club à remporter les trois titres majeurs de l'UEFA (Ligue des champions, Coupe des vainqueurs de coupe et Ligue Europa),. Pour la deuxième saison de Mourinho le club perd la Supercoupe de l'UEFA 2017 aux dépens du Real Madrid et en 1/8 de finale face au Séville FC,. Pour la troisième saison de Mourinho, le club passe en 1/8 de finale de ligue des champions mais à cause de mauvais résultat c'est Ole Gunnar Solskjær qui mènera l'équipe a réussir le come-back face au Paris Saint-Germain (défaite 2-0 à Old Trafford et une victoire 3-1 au Parc des princes) mais ce fera éliminer par le barça en 1/4 de finale,,.
La sous-performance en championnat à conduit le club à une autre participation à la Ligue Europa en 2019-2020, au cours de laquelle Manchester United a perdu contre le Séville FC en demi-finale sec à cause du Covid-19. La saison suivante et une troisième place de groupe en Ligue des champions le club joue pour la deuxième années consécutive la Ligue Europa dont il perdront la finale contre Villarreal.
Lors de la Ligue des champions 2021-2022, les Red devils ont dominé leur groupe mais ont été éliminés en huitièmes de finale par l'Atlético Madrid, perdant 1-2 au total. Grâce à une sixième place en Premier League 2021-2022, Manchester United s'est à nouveau qualifié pour la Ligue Europa.
Avec comme nouveau coach Erik ten Hag, United a terminé deuxième en phase de groupes de Ligue Europa. Ils ont battu les clubs espagnols de Barcelone en seizième de finale et du Real Betis en huitièmes de finale, mais ont été éliminés par le futur vainqueur Séville FC en quarts de finale. Terminant troisième de la Premier League en 2023, le club s'est qualifié pour la Ligue des champions 2024 mais est éliminé dés la phase de Groupes,,.

## Matchs européens par saison

### Années 1950

#### 1956-1957:Coupe des clubs champions
Le club s'est qualifié pour la Coupe des clubs champions à la suite de sa 1re place en Division 1 lors de la saison 1955-1956.
| N° | Tour                       | Pays                 | Match                                 | Score  | Réference | Cumul  |
| -- | -------------------------- | -------------------- | ------------------------------------- | ------ | --------- | ------ |
| 1  | Tour préliminaire (aller)  | Belgique             | RSC Anderlecht - Manchester United    | 0 - 2  |           | 12 - 0 |
| 2  | Tour préliminaire (retour) | Belgique             | Manchester United - RSC Anderlecht    | 10 - 0 |           | 12 - 0 |
| 3  | 1/8 de finale (aller)      | Allemagne de l'Ouest | Manchester United - Borussia Dortmund | 3 - 2  |           | 3 - 2  |
| 4  | 1/8 de finale (retour)     | Allemagne de l'Ouest | Borussia Dortmund - Manchester United | 0 - 0  |           | 3 - 2  |
| 5  | 1/4 de finale (aller)      | Espagne              | Athletic Bilbao - Manchester United   | 5 - 3  |           | 6 - 5  |
| 6  | 1/4 de finale (retour)     | Espagne              | Manchester United - Athletic Bilbao   | 3 - 0  |           | 6 - 5  |
| 7  | 1/2 finale (aller)         | Espagne              | Real Madrid - Manchester United       | 3 - 1  |           | 5 - 3  |
| 8  | 1/2 finale (retour)        | Espagne              | Manchester United - Real Madrid       | 2 - 2  |           | 5 - 3  |

#### 1957-1958:Coupe des clubs champions
Le club s'est qualifié pour la Coupe des clubs champions à la suite de sa 1re place en Division 1 lors de la saison 1956-1957. Cette saison est marquée par le crash aérien de Munich.
| N° | Tour                   | Pays            | Match                                        | Score | Réference | Cumul |
| -- | ---------------------- | --------------- | -------------------------------------------- | ----- | --------- | ----- |
| 9  | 1er tour (aller)       | Irlande         | Shamrock Rovers - Manchester United          | 0 - 6 |           | 9 - 2 |
| 10 | 1er tour (retour)      | Irlande         | Manchester United - Shamrock Rovers          | 3 - 2 |           | 9 - 2 |
| 11 | 2e tour (aller)        | Tchécoslovaquie | Manchester United - Dukla Prague             | 3 - 0 |           | 3 - 1 |
| 12 | 2e tour (retour)       | Tchécoslovaquie | Dukla Prague - Manchester United             | 1 - 0 |           | 3 - 1 |
| 13 | 1/4 de finale (aller)  | Yougoslavie     | Manchester United - Étoile rouge de Belgrade | 2 - 1 |           | 5 - 4 |
| 14 | 1/4 de finale (retour) | Yougoslavie     | Étoile rouge de Belgrade - Manchester United | 3 - 3 |           | 5 - 4 |
| 15 | 1/2 finale (aller)     | Italie          | Manchester United - AC Milan                 | 2 - 1 |           | 5 - 2 |
| 16 | 1/2 finale (retour)    | Italie          | AC Milan - Manchester United                 | 4 - 0 |           | 5 - 2 |

### Années 1960

#### 1963-1964:Coupe des coupes
Le club s'est qualifié pour la Coupe des coupes à la suite de sa victoire en FA Cup lors de la saison 1962-1963.
| N° | Tour                   | Pays       | Match                                 | Score | Réference | Cumul |
| -- | ---------------------- | ---------- | ------------------------------------- | ----- | --------- | ----- |
| 17 | 1er tour (aller)       | Pays-Bas   | Willem II Tilburg - Manchester United | 1 - 1 |           | 7 - 2 |
| 18 | 1er tour (retour)      | Pays-Bas   | Manchester United - Willem II Tilburg | 6 - 1 |           | 7 - 2 |
| 19 | 1/8 de finale (aller)  | Angleterre | Tottenham Hotspur - Manchester United | 2 - 0 |           | 4 - 3 |
| 20 | 1/8 de finale (retour) | Angleterre | Manchester United - Tottenham Hotspur | 4 - 1 |           | 4 - 3 |
| 21 | 1/4 de finale (aller)  | Portugal   | Manchester United - Sporting Portugal | 4 - 1 |           | 6 - 4 |
| 22 | 1/4 de finale (retour) | Portugal   | Sporting Portugal - Manchester United | 5 - 0 |           | 6 - 4 |

#### 1965-1966:Coupe des clubs champions
Le club s'est qualifié pour la Coupe des clubs champions à la suite de sa 1re place en Division 1 lors de la saison 1964-1965.
| N° | Tour                   | Pays               | Match                                  | Score | Réference | Cumul |
| -- | ---------------------- | ------------------ | -------------------------------------- | ----- | --------- | ----- |
| 23 | 1er tour (aller)       | Finlande           | HJK Helsinki - Manchester United       | 2 - 3 |           | 9 - 2 |
| 24 | 1er tour (retour)      | Finlande           | Manchester United - HJK Helsinki       | 6 - 0 |           | 9 - 2 |
| 25 | 1/8 de finale (retour) | Allemagne de l'Est | Viktoria Francfort - Manchester United | 0 - 2 |           | 5 - 1 |
| 26 | 1/8 de finale (retour) | Allemagne de l'Est | Manchester United - Viktoria Francfort | 3 - 1 |           | 5 - 1 |
| 27 | 1/4 de finale (aller)  | Portugal           | Manchester United - Benfica Lisbonne   | 3 - 2 |           | 8 - 3 |
| 28 | 1/4 de finale (retour) | Portugal           | Benfica Lisbonne - Manchester United   | 1 - 5 |           | 8 - 3 |
| 29 | 1/2 finale (aller)     | Yougoslavie        | Partizan Belgrade - Manchester United  | 2 - 0 |           | 2 - 1 |
| 30 | 1/2 finale (retour)    | Yougoslavie        | Manchester United - Partizan Belgrade  | 1 - 0 |           | 2 - 1 |

#### 1967-1968:Coupe des clubs champions
Le club s'est qualifié pour la Coupe des clubs champions à la suite de sa 1re place en Division 1 lors de la saison 1966-1967.
| N° | Tour                   | Pays        | Match                             | Score | Réference | Cumul |
| -- | ---------------------- | ----------- | --------------------------------- | ----- | --------- | ----- |
| 31 | 1er tour (aller)       | Malte       | Manchester United - Hibernians FC | 4 - 0 |           | 4 - 0 |
| 32 | 1er tour (retour)      | Malte       | Hibernians FC - Manchester United | 0 - 0 |           | 4 - 0 |
| 33 | 2e tour (aller)        | Yougoslavie | FK Sarajevo - Manchester United   | 0 - 0 |           | 2 - 1 |
| 34 | 2e tour (retour)       | Yougoslavie | Manchester United - FK Sarajevo   | 2 - 1 |           | 2 - 1 |
| 35 | 1/4 de finale (aller)  | Pologne     | Manchester United - Górnik Zabrze | 2 - 0 |           | 2 - 1 |
| 36 | 1/4 de finale (retour) | Pologne     | Górnik Zabrze - Manchester United | 1 - 0 |           | 2 - 1 |
| 37 | 1/2 finale (aller)     | Espagne     | Manchester United - Real Madrid   | 1 - 0 |           | 4 - 3 |
| 38 | 1/2 finale (retour)    | Espagne     | Real Madrid - Manchester United   | 3 - 3 |           | 4 - 3 |

Finale de la Coupe des clubs champions européens 1967-1968
| N° | Tour   | Pays     | Match                                | Score     | Réference |
| -- | ------ | -------- | ------------------------------------ | --------- | --------- |
| 39 | Finale | Portugal | Manchester United - Benfica Lisbonne | 4 - 1 a.p |           |

#### 1968-1969:Coupe des clubs champions
Le club s'est qualifié pour la Coupe des clubs champions à la suite de sa victoire en Coupe des clubs champions 1968 lors de la saison 1967-1968.
| N° | Tour                   | Pays     | Match                              | Score | Réference | Cumul  |
| -- | ---------------------- | -------- | ---------------------------------- | ----- | --------- | ------ |
| 40 | 1er tour (aller)       | Irlande  | Waterford FC - Manchester United   | 1 - 3 |           | 10 - 2 |
| 41 | 1er tour (retour)      | Irlande  | Manchester United - Waterford FC   | 7 - 1 |           | 10 - 2 |
| 42 | 2e tour (aller)        | Belgique | Manchester United - RSC Anderlecht | 3 - 0 |           | 4 - 3  |
| 43 | 2e tour (retour)       | Belgique | RSC Anderlecht - Manchester United | 3 - 1 |           | 4 - 3  |
| 44 | 1/4 de finale (aller)  | Autriche | Manchester United - Rapid Vienne   | 3 - 0 |           | 3 - 0  |
| 45 | 1/4 de finale (retour) | Autriche | Rapid Vienne - Manchester United   | 0 - 0 |           | 3 - 0  |
| 46 | 1/2 finale (aller)     | Italie   | AC Milan - Manchester United       | 2 - 0 |           | 2 - 1  |
| 47 | 1/2 finale (retour)    | Italie   | Manchester United - AC Milan       | 1 - 0 |           | 2 - 1  |

### Années 1970

#### 1976-1977:Coupe UEFA
Le club s'est qualifié pour la Coupe UEFA à la suite de sa 3e place en Division 1 lors de la saison 1976-1977.
| N° | Tour              | Pays     | Match                              | Score | Réference | Cumul |
| -- | ----------------- | -------- | ---------------------------------- | ----- | --------- | ----- |
| 48 | 1er tour (aller)  | Pays-Bas | Ajax Amsterdam - Manchester United | 1 - 0 |           | 2 - 1 |
| 49 | 1er tour (retour) | Pays-Bas | Manchester United - Ajax Amsterdam | 2 - 0 |           | 2 - 1 |
| 50 | 2e tour (aller)   | Italie   | Manchester United - Juventus FC    | 1 - 0 |           | 3 - 1 |
| 51 | 2e tour (retour)  | Italie   | Juventus FC - Manchester United    | 3 - 0 |           | 3 - 1 |

#### 1977-1978:Coupe des coupes
Le club s'est qualifié pour la Coupe des coupes à la suite de sa victoire en FA Cup lors de la saison 1976-1977.
| N° | Tour                    | Pays     | Match                                | Score | Réference | Cumul |
| -- | ----------------------- | -------- | ------------------------------------ | ----- | --------- | ----- |
| 52 | 1/16 de finale (aller)  | France   | AS Saint-Étienne - Manchester United | 1 - 1 |           | 3 - 1 |
| 53 | 1/16 de finale (retour) | France   | Manchester United - AS Saint-Étienne | 2 - 0 |           | 3 - 1 |
| 54 | 1/8 de finale (aller)   | Portugal | FC Porto - Manchester United         | 4 - 0 |           | 5 - 6 |
| 55 | 1/8 de finale (retour)  | Portugal | Manchester United - FC Porto         | 5 - 2 |           | 5 - 6 |

### Années 1980

#### 1980-1981:Coupe UEFA
Le club s'est qualifié pour la Coupe UEFA à la suite de sa 2e place en Division 1 lors de la saison 1979-1980.
| N° | Tour                    | Pays    | Match                           | Score | Réference | Cumul |
| -- | ----------------------- | ------- | ------------------------------- | ----- | --------- | ----- |
| 56 | 1/32 de finale (aller)  | Pologne | Manchester United - Widzew Łódź | 1 - 1 |           | 1 - 1 |
| 57 | 1/32 de finale (retour) | Pologne | Widzew Łódź - Manchester United | 0 - 0 |           | 1 - 1 |

#### 1982-1983:Coupe UEFA
Le club s'est qualifié pour la Coupe UEFA à la suite de sa 3e place en Division 1 lors de la saison 1982-1983.
| N° | Tour                    | Pays    | Match                          | Score | Réference | Cumul |
| -- | ----------------------- | ------- | ------------------------------ | ----- | --------- | ----- |
| 58 | 1/32 de finale (aller)  | Espagne | Manchester United - Valence CF | 0 - 0 |           | 2 - 1 |
| 59 | 1/32 de finale (retour) | Espagne | Valence CF - Manchester United | 2 - 1 |           | 2 - 1 |

#### 1983-1984:Coupe des coupes
Le club s'est qualifié pour la Coupe des coupes à la suite de sa victoire en FA Cup lors de la saison 1982-1983.
| N° | Tour                    | Pays            | Match                             | Score | Réference | Cumul |
| -- | ----------------------- | --------------- | --------------------------------- | ----- | --------- | ----- |
| 60 | 1/16 de finale (aller)  | Tchécoslovaquie | Manchester United - Dukla Prague  | 1 - 1 |           | 3 - 3 |
| 61 | 1/16 de finale (retour) | Tchécoslovaquie | Dukla Prague - Manchester United  | 2 - 2 |           | 3 - 3 |
| 62 | 1/8 de finale (aller)   | Bulgarie        | Spartak Varna - Manchester United | 1 - 2 |           | 4 - 1 |
| 63 | 1/8 de finale (retour)  | Bulgarie        | Manchester United - Spartak Varna | 2 - 0 |           | 4 - 1 |
| 64 | 1/4 de finale (aller)   | Espagne         | FC Barcelone - Manchester United  | 2 - 0 |           | 3 - 2 |
| 65 | 1/4 de finale (retour)  | Espagne         | Manchester United - FC Barcelone  | 3 - 0 |           | 3 - 2 |
| 66 | 1/2 finale (aller)      | Italie          | Manchester United - Juventus FC   | 1 - 1 |           | 3 - 2 |
| 67 | 1/2 finale (retour)     | Italie          | Juventus FC - Manchester United   | 2 - 1 |           | 3 - 2 |

#### 1984-1985:Coupe UEFA
Le club s'est qualifié pour la Coupe UEFA à la suite de sa 4e place en Division 1 lors de la saison 1983-1984.
| N° | Tour                    | Pays     | Match                             | Score | Réference | Cumul           |
| -- | ----------------------- | -------- | --------------------------------- | ----- | --------- | --------------- |
| 68 | 1/32 de finale (aller)  | Hongrie  | Manchester United - Győr ETO      | 3 - 0 |           | 5 - 2           |
| 69 | 1/32 de finale (retour) | Hongrie  | Győr ETO - Manchester United      | 2 - 2 |           | 5 - 2           |
| 70 | 1/16 de finale (aller)  | Pays-Bas | PSV Eindhoven - Manchester United | 0 - 0 |           | 1 - 0           |
| 71 | 1/16 de finale (retour) | Pays-Bas | Manchester United - PSV Eindhoven | 1 - 0 |           | 1 - 0           |
| 72 | 1/8 de finale (aller)   | Écosse   | Manchester United - Dundee United | 2 - 2 |           | 5 - 4           |
| 73 | 1/8 de finale (retour)  | Écosse   | Dundee United - Manchester United | 2 - 3 |           | 5 - 4           |
| 74 | 1/4 de finale (aller)   | Hongrie  | Manchester United - Videoton FC   | 1 - 0 |           | 1 - 1 5 t.a.b 4 |
| 75 | 1/4 de finale (retour)  | Hongrie  | Videoton FC - Manchester United   | 1 - 0 |           | 1 - 1 5 t.a.b 4 |

### Années 1990

#### 1990-1991:Coupe des coupes
Le club s'est qualifié pour la Coupe des coupes à la suite de sa victoire en FA Cup lors de la saison 1989-1990.

##### Phase finale
| N° | Tour                    | Pays           | Match                               | Score | Réference | Cumul |
| -- | ----------------------- | -------------- | ----------------------------------- | ----- | --------- | ----- |
| 76 | 1/16 de finale (aller)  | Hongrie        | Manchester United - Pécsi Mecsek    | 2 - 0 |           | 3 - 0 |
| 77 | 1/16 de finale (retour) | Hongrie        | Pécsi Mecsek - Manchester United    | 0 - 1 |           | 3 - 0 |
| 78 | 1/8 de finale (aller)   | Pays de Galles | Manchester United - Wrexham AFC     | 3 - 0 |           | 5 - 0 |
| 79 | 1/8 de finale (retour)  | Pays de Galles | Wrexham AFC - Manchester United     | 0 - 2 |           | 5 - 0 |
| 80 | 1/4 de finale (aller)   | France         | Manchester United - Montpellier HSC | 1 - 1 |           | 3 - 1 |
| 81 | 1/4 de finale (retour)  | France         | Montpellier HSC - Manchester United | 0 - 2 |           | 3 - 1 |
| 82 | 1/2 finale (aller)      | Pologne        | Legia Varsovie - Manchester United  | 1 - 3 |           | 4 - 2 |
| 83 | 1/2 finale (retour)     | Pologne        | Manchester United - Legia Varsovie  | 1 - 1 |           | 4 - 2 |

| N° | Tour   | Pays    | Match                            | Score | Réference |
| -- | ------ | ------- | -------------------------------- | ----- | --------- |
| 84 | Finale | Espagne | Manchester United - FC Barcelone | 2 - 1 |           |

#### 1991-1992:Supercoupe de l'UEFA&Coupe des coupes
Le club s'est qualifié pour la Coupe des coupes et la Supercoupe de l'UEFA à la suite de sa victoire en Coupe des coupes 1991 lors de la saison 1990-1991.
Supercoupe de l'UEFA 1991
| N° | Tour   | Pays        | Match                                        | Score | Réference |
| -- | ------ | ----------- | -------------------------------------------- | ----- | --------- |
| 85 | Finale | Yougoslavie | Manchester United - Étoile rouge de Belgrade | 1 - 0 |           |

Phase finale
| N° | Tour                    | Pays    | Match                                  | Score | Réference | Cumul |
| -- | ----------------------- | ------- | -------------------------------------- | ----- | --------- | ----- |
| 86 | 1/16 de finale (aller)  | Grèce   | Athinaïkós - Manchester United         | 0 - 0 |           | 2 - 0 |
| 87 | 1/16 de finale (retour) | Grèce   | Manchester United - Athinaïkós         | 2 - 0 |           | 2 - 0 |
| 88 | 1/8 de finale (aller)   | Espagne | Atlético de Madrid - Manchester United | 3 - 0 |           | 4 - 1 |
| 89 | 1/8 de finale (retour)  | Espagne | Manchester United - Atlético de Madrid | 1 - 1 |           | 4 - 1 |

#### 1992-1993:Coupe UEFA
Le club s'est qualifié pour la Coupe UEFA à la suite de sa 2e place en Premier League lors de la saison 1992-1993.
| N° | Tour                    | Pays   | Match                              | Score | Réference | Cumul           |
| -- | ----------------------- | ------ | ---------------------------------- | ----- | --------- | --------------- |
| 90 | 1/32 de finale (aller)  | Russie | Manchester United - Torpedo Moscou | 0 - 0 |           | 0 - 0 4 t.a.b 3 |
| 91 | 1/32 de finale (retour) | Russie | Torpedo Moscou - Manchester United | 0 - 0 |           | 0 - 0 4 t.a.b 3 |

#### 1993-1994:Ligue des Champions
Le club s'est qualifié pour la Ligue des Champions à la suite de sa 1re place en Premier League lors de la saison 1992-1993.
| N° | Tour              | Pays    | Match                               | Score | Réference | Cumul |
| -- | ----------------- | ------- | ----------------------------------- | ----- | --------- | ----- |
| 92 | 1er tour (aller)  | Hongrie | Budapest Honvéd - Manchester United | 2 - 3 |           | 5 - 3 |
| 93 | 1er tour (retour) | Hongrie | Manchester United - Budapest Honvéd | 2 - 1 |           | 5 - 3 |
| 94 | 2e tour (aller)   | Turquie | Manchester United - Galatasaray SK  | 3 - 3 |           | 3 - 3 |
| 95 | 2e tour (retour)  | Turquie | Galatasaray SK - Manchester United  | 0 - 0 |           | 3 - 3 |

#### 1994-1995:Ligue des Champions
Le club s'est qualifié pour la phase de Groupes pour la Ligue des Champions à la suite de sa 1re place en Premier League lors de la saison 1993-1994.
Phase de poule - Groupe A
| Rang | Équipe            | Pts | J | G | N | P | Bp | Bc | Diff |  | Résultats (▼ dom., ► ext.) |     |     |     |     |
| ---- | ----------------- | --- | - | - | - | - | -- | -- | ---- |  | -------------------------- | --- | --- | --- | --- |
| 1    | IFK Göteborg      | 9   | 6 | 4 | 1 | 1 | 10 | 7  | +3   |  | IFK Göteborg               |     | 2-1 | 3-1 | 1-0 |
| 2    | FC Barcelone      | 6   | 6 | 2 | 2 | 2 | 11 | 8  | +3   |  | FC Barcelone               | 1-1 |     | 4-0 | 2-1 |
| 3    | Manchester United | 6   | 6 | 2 | 2 | 2 | 11 | 11 | 0    |  | Manchester United          | 4-2 | 2-2 |     | 4-0 |
| 4    | Galatasaray SK    | 3   | 6 | 1 | 1 | 4 | 3  | 9  | -6   |  | Galatasaray SK             | 0-1 | 2-1 | 0-0 |     |

| N°  | Tour             | Pays    | Match                              | Score | Réference |
| --- | ---------------- | ------- | ---------------------------------- | ----- | --------- |
| 96  | Phase groupe - 1 | Suède   | Manchester United - IFK Göteborg   | 4 - 2 |           |
| 97  | Phase groupe - 2 | Turquie | Galatasaray SK - Manchester United | 0 - 0 |           |
| 98  | Phase groupe - 3 | Espagne | Manchester United - FC Barcelone   | 2 - 2 |           |
| 99  | Phase groupe - 4 | Espagne | FC Barcelone - Manchester United   | 4 - 0 |           |
| 100 | Phase groupe - 5 | Suède   | IFK Göteborg - Manchester United   | 3 - 1 |           |
| 101 | Phase groupe - 6 | Turquie | Manchester United - Galatasaray SK | 4 - 0 |           |

#### 1995-1996:Coupe UEFA
Le club s'est qualifié pour la Coupe UEFA à la suite de sa 2e place en Premier League lors de la saison 1994-1995.
Phase finale
| N°  | Tour                    | Pays   | Match                               | Score | Réference | Cumul |
| --- | ----------------------- | ------ | ----------------------------------- | ----- | --------- | ----- |
| 102 | 1/32 de finale (aller)  | Russie | Rotor Volgograd - Manchester United | 0 - 0 |           | 2 - 2 |
| 103 | 1/32 de finale (retour) | Russie | Manchester United - Rotor Volgograd | 2 - 2 |           | 2 - 2 |

#### 1996-1997:Ligue des Champions
Le club s'est qualifié pour la phase de Groupes pour la Ligue des Champions à la suite de sa 1re place en Premier League lors de la saison 1995-1996.
Phase de poule - Groupe C
| Rang | Équipe            | Pts | J | G | N | P | Bp | Bc | Diff |  | Résultats (▼ dom., ► ext.) |     |     |     |     |
| ---- | ----------------- | --- | - | - | - | - | -- | -- | ---- |  | -------------------------- | --- | --- | --- | --- |
| 1    | Juventus FC       | 16  | 6 | 5 | 1 | 0 | 11 | 1  | +10  |  | Juventus FC                |     | 1-0 | 2-0 | 5-0 |
| 2    | Manchester United | 9   | 6 | 3 | 0 | 3 | 6  | 3  | +3   |  | Manchester United          | 0-1 |     | 0-1 | 2-0 |
| 3    | Fenerbahçe SK     | 7   | 6 | 2 | 1 | 3 | 3  | 6  | -3   |  | Fenerbahçe SK              | 0-1 | 0-2 |     | 1-0 |
| 4    | Rapid Vienne      | 2   | 6 | 0 | 2 | 4 | 2  | 12 | -10  |  | Rapid Vienne               | 1-1 | 0-2 | 1-1 |     |

| N°  | Tour             | Pays     | Match                             | Score | Réference |
| --- | ---------------- | -------- | --------------------------------- | ----- | --------- |
| 104 | Phase groupe - 1 | Italie   | Juventus FC - Manchester United   | 1 - 0 |           |
| 105 | Phase groupe - 2 | Autriche | Manchester United - Rapid Vienne  | 2 - 0 |           |
| 106 | Phase groupe - 3 | Turquie  | Fenerbahçe SK - Manchester United | 0 - 2 |           |
| 107 | Phase groupe - 4 | Turquie  | Manchester United - Fenerbahçe SK | 0 - 1 |           |
| 108 | Phase groupe - 5 | Italie   | Manchester United - Juventus FC   | 0 - 1 |           |
| 109 | Phase groupe - 6 | Autriche | Rapid Vienne - Manchester United  | 0 - 2 |           |

Phase finale
| N°  | Tour                   | Pays      | Match                                 | Score | Réference | Cumul |
| --- | ---------------------- | --------- | ------------------------------------- | ----- | --------- | ----- |
| 110 | 1/4 de finale (aller)  | Portugal  | Manchester United - FC Porto          | 4 - 0 |           | 4 - 0 |
| 111 | 1/4 de finale (retour) | Portugal  | FC Porto - Manchester United          | 0 - 0 |           | 4 - 0 |
| 112 | 1/2 de finale (aller)  | Allemagne | Borussia Dortmund - Manchester United | 1 - 0 |           | 2 - 0 |
| 113 | 1/2 de finale (retour) | Allemagne | Manchester United - Borussia Dortmund | 0 - 1 |           | 2 - 0 |

#### 1997-1998:Ligue des Champions
Le club s'est qualifié pour la phase de Groupes pour la Ligue des Champions à la suite de sa 1re place en Premier League lors de la saison 1996-1997.
Phase de poule - Groupe B
| Rang | Équipe              | Pts | J | G | N | P | Bp | Bc | Diff |  | Résultats (▼ dom., ► ext.) |     |     |     |     |
| ---- | ------------------- | --- | - | - | - | - | -- | -- | ---- |  | -------------------------- | --- | --- | --- | --- |
| 1    | Manchester United   | 15  | 6 | 5 | 0 | 1 | 14 | 5  | +9   |  | Manchester United          |     | 3-2 | 2-1 | 3-0 |
| 2    | Juventus FC         | 12  | 6 | 4 | 0 | 2 | 12 | 8  | +4   |  | Juventus FC                | 1-0 |     | 5-1 | 3-2 |
| 3    | Feyenoord Rotterdam | 9   | 6 | 3 | 0 | 3 | 8  | 10 | -2   |  | Feyenoord Rotterdam        | 1-3 | 2-0 |     | 2-0 |
| 4    | 1. FC Košice        | 0   | 6 | 0 | 0 | 6 | 2  | 13 | -11  |  | 1. FC Košice               | 0-3 | 0-1 | 0-1 |     |

| N°  | Tour             | Pays      | Match                                   | Score | Réference |
| --- | ---------------- | --------- | --------------------------------------- | ----- | --------- |
| 114 | Phase groupe - 1 | Slovaquie | FC Košice - Manchester United           | 0 - 3 |           |
| 115 | Phase groupe - 2 | Italie    | Manchester United - Juventus FC         | 3 - 2 |           |
| 116 | Phase groupe - 3 | Pays-Bas  | Manchester United - Feyenoord Rotterdam | 2 - 1 |           |
| 117 | Phase groupe - 4 | Pays-Bas  | Feyenoord Rotterdam - Manchester United | 1 - 3 |           |
| 118 | Phase groupe - 5 | Slovaquie | Manchester United - FC Košice           | 3 - 0 |           |
| 119 | Phase groupe - 6 | Italie    | Juventus FC - Manchester United         | 0 - 1 |           |

Phase finale
| N°  | Tour                   | Pays   | Match                         | Score | Réference | Cumul |
| --- | ---------------------- | ------ | ----------------------------- | ----- | --------- | ----- |
| 120 | 1/4 de finale (aller)  | France | AS Monaco - Manchester United | 0 - 0 |           | 1 - 1 |
| 121 | 1/4 de finale (retour) | France | Manchester United - AS Monaco | 1 - 1 |           | 1 - 1 |

#### 1998-1999:Ligue des Champions
Le club s'est qualifié pour le troisième tour préliminaire pour la Ligue des Champions à la suite de sa 2e place en Premier League lors de la saison 1997-1998.
Phase préliminaire
| N°  | Tour                              | Pays    | Match                        | Score | Réference | Cumul |
| --- | --------------------------------- | ------- | ---------------------------- | ----- | --------- | ----- |
| 122 | 2e tour de qualification (aller)  | Pologne | Manchester United - ŁKS Łódź | 2 - 0 |           | 2 - 0 |
| 123 | 2e tour de qualification (retour) | Pologne | ŁKS Łódź - Manchester United | 0 - 0 |           | 2 - 0 |

Phase de poule - Groupe D
| Rang | Équipe            | Pts | J | G | N | P | Bp | Bc | Diff |  | Résultats (▼ dom., ► ext.) |     |     |     |     |
| ---- | ----------------- | --- | - | - | - | - | -- | -- | ---- |  | -------------------------- | --- | --- | --- | --- |
| 1    | Bayern Munich     | 11  | 6 | 3 | 2 | 1 | 9  | 6  | +3   |  | Bayern Munich              |     | 2-2 | 1-0 | 2-0 |
| 2    | Manchester United | 10  | 6 | 2 | 4 | 0 | 20 | 11 | +9   |  | Manchester United          | 1-1 |     | 3-3 | 5-0 |
| 3    | FC Barcelone      | 8   | 6 | 2 | 2 | 2 | 11 | 9  | +2   |  | FC Barcelone               | 1-2 | 3-3 |     | 2-0 |
| 4    | Brøndby IF        | 3   | 6 | 1 | 0 | 5 | 4  | 18 | -14  |  | Brøndby IF                 | 2-1 | 2-6 | 0-2 |     |

| N°  | Tour             | Pays      | Match                             | Score | Réference |
| --- | ---------------- | --------- | --------------------------------- | ----- | --------- |
| 124 | Phase groupe - 1 | Espagne   | Manchester United - FC Barcelone  | 3 - 3 |           |
| 125 | Phase groupe - 2 | Allemagne | Bayern Munich - Manchester United | 2 - 2 |           |
| 126 | Phase groupe - 3 | Danemark  | Brøndby IF - Manchester United    | 2 - 6 |           |
| 127 | Phase groupe - 4 | Danemark  | Manchester United - Brøndby IF    | 5 - 0 |           |
| 128 | Phase groupe - 5 | Espagne   | FC Barcelone - Manchester United  | 3 - 3 |           |
| 129 | Phase groupe - 6 | Allemagne | Manchester United - Bayern Munich | 1 - 1 |           |

Phase finale
| N°  | Tour                   | Pays   | Match                           | Score | Réference | Cumul |
| --- | ---------------------- | ------ | ------------------------------- | ----- | --------- | ----- |
| 130 | 1/4 de finale (aller)  | Italie | Manchester United - Inter Milan | 2 - 0 |           | 3 - 1 |
| 131 | 1/4 de finale (retour) | Italie | Inter Milan - Manchester United | 1 - 1 |           | 3 - 1 |
| 132 | 1/2 finale (aller)     | Italie | Manchester United - Juventus FC | 1 - 1 |           | 4 - 3 |
| 133 | 1/2 finale (retour)    | Italie | Juventus FC - Manchester United | 3 - 2 |           | 4 - 3 |

Finale de la Ligue des champions de l'UEFA 1998-1999
| N°  | Tour   | Pays      | Match                             | Score | Réference |
| --- | ------ | --------- | --------------------------------- | ----- | --------- |
| 134 | Finale | Allemagne | Manchester United - Bayern Munich | 2 - 1 |           |

#### 1999-2000:Supercoupe de l'UEFA&Ligue des Champions
Le club s'est qualifié pour la phase de Groupes pour la Ligue des Champions et la Supercoupe de l'UEFA à la suite de sa victoire en Ligue des Champions 1999 et sa 1re place en Premier League lors de la saison 1998-1999.
Supercoupe de l'UEFA 1999
| N°  | Tour   | Pays   | Match                        | Score | Réference |
| --- | ------ | ------ | ---------------------------- | ----- | --------- |
| 135 | Finale | Italie | SS Lazio - Manchester United | 1 - 0 |           |

Première phase de poule - Groupe D
| Rang | Équipe                 | Pts | J | G | N | P | Bp | Bc | Diff |  | Résultats (▼ dom., ► ext.) |     |     |     |     |
| ---- | ---------------------- | --- | - | - | - | - | -- | -- | ---- |  | -------------------------- | --- | --- | --- | --- |
| 1    | Manchester United      | 13  | 6 | 4 | 1 | 1 | 9  | 4  | +5   |  | Manchester United          |     | 2-1 | 2-1 | 0-0 |
| 2    | Olympique de Marseille | 10  | 6 | 3 | 1 | 2 | 10 | 8  | +2   |  | Olympique de Marseille     | 1-0 |     | 2-0 | 2-2 |
| 3    | SK Sturm Graz          | 6   | 6 | 2 | 0 | 4 | 5  | 12 | -7   |  | SK Sturm Graz              | 0-3 | 3-2 |     | 1-0 |
| 4    | Dinamo Zagreb          | 5   | 6 | 1 | 2 | 3 | 7  | 7  | 0    |  | Dinamo Zagreb              | 1-2 | 1-2 | 3-0 |     |

| N°  | Tour             | Pays     | Match                                      | Score | Réference |
| --- | ---------------- | -------- | ------------------------------------------ | ----- | --------- |
| 136 | Phase groupe - 1 | Croatie  | Manchester United - Dinamo Zagreb          | 0 - 0 |           |
| 137 | Phase groupe - 2 | Autriche | SK Sturm Graz - Manchester United          | 0 - 3 |           |
| 138 | Phase groupe - 3 | France   | Manchester United - Olympique de Marseille | 2 - 1 |           |
| 139 | Phase groupe - 4 | France   | Olympique de Marseille - Manchester United | 1 - 0 |           |
| 140 | Phase groupe - 5 | Croatie  | Dinamo Zagreb - Manchester United          | 1 - 2 |           |
| 141 | Phase groupe - 6 | Autriche | Manchester United - SK Sturm Graz          | 2 - 1 |           |

Deuxième phase de poule - Groupe B
| Rang | Équipe                | Pts | J | G | N | P | Bp | Bc | Diff |  | Résultats (▼ dom., ► ext.) |     |     |     |     |
| ---- | --------------------- | --- | - | - | - | - | -- | -- | ---- |  | -------------------------- | --- | --- | --- | --- |
| 1    | Manchester United     | 13  | 6 | 4 | 1 | 1 | 10 | 4  | +6   |  | Manchester United          |     | 3-0 | 3-1 | 2-0 |
| 2    | Valence CF            | 10  | 6 | 3 | 1 | 2 | 9  | 5  | +4   |  | Valence CF                 | 0-0 |     | 2-0 | 3-0 |
| 3    | ACF Fiorentina        | 8   | 6 | 2 | 2 | 2 | 7  | 8  | -1   |  | ACF Fiorentina             | 2-0 | 1-0 |     | 3-3 |
| 4    | Girondins de Bordeaux | 2   | 6 | 0 | 2 | 4 | 5  | 14 | -9   |  | Girondins de Bordeaux      | 1-2 | 1-4 | 0-0 |     |

| N°  | Tour             | Pays    | Match                                     | Score | Réference |
| --- | ---------------- | ------- | ----------------------------------------- | ----- | --------- |
| 142 | Phase groupe - 1 | Italie  | ACF Fiorentina - Manchester United        | 2 - 0 |           |
| 143 | Phase groupe - 2 | Espagne | Manchester United - Valence CF            | 3 - 0 |           |
| 144 | Phase groupe - 3 | France  | Manchester United - Girondins de Bordeaux | 2 - 0 |           |
| 145 | Phase groupe - 4 | France  | Girondins de Bordeaux - Manchester United | 1 - 2 |           |
| 146 | Phase groupe - 5 | Italie  | Manchester United - ACF Fiorentina        | 3 - 1 |           |
| 147 | Phase groupe - 6 | Espagne | Valence CF - Manchester United            | 0 - 0 |           |

Phase finale
| N°  | Tour                   | Pays    | Match                           | Score | Réference | Cumul |
| --- | ---------------------- | ------- | ------------------------------- | ----- | --------- | ----- |
| 148 | 1/4 de finale (aller)  | Espagne | Real Madrid - Manchester United | 0 - 0 |           | 3 - 2 |
| 149 | 1/4 de finale (retour) | Espagne | Manchester United - Real Madrid | 2 - 3 |           | 3 - 2 |

### Années 2000

#### 2000-2001:Ligue des Champions
Le club s'est qualifié pour la phase de Groupes pour la Ligue des Champions à la suite de sa 1re place en Premier League lors de la saison 1999-2000.
Première phase de poule - Groupe G
| Rang | Équipe            | Pts | J | G | N | P | Bp | Bc | Diff |  | Résultats (▼ dom., ► ext.) |     |     |     |     |
| ---- | ----------------- | --- | - | - | - | - | -- | -- | ---- |  | -------------------------- | --- | --- | --- | --- |
| 1    | RSC Anderlecht    | 12  | 6 | 4 | 0 | 2 | 11 | 14 | -3   |  | RSC Anderlecht             |     | 2-1 | 1-0 | 4-2 |
| 2    | Manchester United | 10  | 6 | 3 | 1 | 2 | 11 | 7  | +4   |  | Manchester United          | 5-1 |     | 3-1 | 1-0 |
| 3    | PSV Eindhoven     | 9   | 6 | 3 | 0 | 3 | 9  | 9  | 0    |  | PSV Eindhoven              | 2-3 | 3-1 |     | 2-1 |
| 4    | Dynamo Kiev       | 4   | 6 | 1 | 1 | 4 | 7  | 8  | -1   |  | Dynamo Kiev                | 4-0 | 0-0 | 0-1 |     |

| N°  | Tour             | Pays     | Match                              | Score | Réference |
| --- | ---------------- | -------- | ---------------------------------- | ----- | --------- |
| 150 | Phase groupe - 1 | Belgique | Manchester United - RSC Anderlecht | 5 - 1 |           |
| 151 | Phase groupe - 2 | Ukraine  | Dynamo Kiev - Manchester United    | 0 - 0 |           |
| 152 | Phase groupe - 3 | Pays-Bas | PSV Eindhoven - Manchester United  | 3 - 1 |           |
| 153 | Phase groupe - 4 | Pays-Bas | Manchester United - PSV Eindhoven  | 3 - 1 |           |
| 154 | Phase groupe - 5 | Belgique | RSC Anderlecht - Manchester United | 2 - 1 |           |
| 155 | Phase groupe - 6 | Ukraine  | Manchester United - Dynamo Kiev    | 1 - 0 |           |

Deuxième phase de poule - Groupe A
| Rang | Équipe            | Pts | J | G | N | P | Bp | Bc | Diff |  | Résultats (▼ dom., ► ext.) |     |     |     |     |
| ---- | ----------------- | --- | - | - | - | - | -- | -- | ---- |  | -------------------------- | --- | --- | --- | --- |
| 1    | Valence CF        | 12  | 6 | 3 | 3 | 0 | 10 | 2  | +8   |  | Valence CF                 |     | 0-0 | 2-0 | 2-1 |
| 2    | Manchester United | 12  | 6 | 3 | 3 | 0 | 10 | 3  | +7   |  | Manchester United          | 1-1 |     | 3-0 | 3-1 |
| 3    | SK Sturm Graz     | 6   | 6 | 2 | 0 | 4 | 4  | 13 | -9   |  | SK Sturm Graz              | 0-5 | 0-2 |     | 2-0 |
| 4    | Panathinaïkos     | 2   | 6 | 0 | 2 | 4 | 4  | 10 | -6   |  | Panathinaïkos              | 0-0 | 1-1 | 1-2 |     |

| N°  | Tour             | Pays     | Match                             | Score | Réference |
| --- | ---------------- | -------- | --------------------------------- | ----- | --------- |
| 156 | Phase groupe - 1 | Grèce    | Manchester United - Panathinaïkos | 3 - 1 |           |
| 157 | Phase groupe - 2 | Autriche | SK Sturm Graz - Manchester United | 0 - 2 |           |
| 158 | Phase groupe - 3 | Espagne  | Valence CF - Manchester United    | 0 - 0 |           |
| 159 | Phase groupe - 4 | Espagne  | Manchester United - Valence CF    | 1 - 1 |           |
| 160 | Phase groupe - 5 | Grèce    | Panathinaïkos - Manchester United | 1 - 1 |           |
| 161 | Phase groupe - 6 | Autriche | Manchester United - SK Sturm Graz | 3 - 0 |           |

Phase finale
| N°  | Tour                   | Pays      | Match                             | Score | Réference | Cumul |
| --- | ---------------------- | --------- | --------------------------------- | ----- | --------- | ----- |
| 162 | 1/4 de finale (aller)  | Allemagne | Manchester United - Bayern Munich | 0 - 1 |           | 3 - 1 |
| 163 | 1/4 de finale (retour) | Allemagne | Bayern Munich - Manchester United | 2 - 1 |           | 3 - 1 |

#### 2001-2002:Ligue des Champions
Le club s'est qualifié pour la phase de Groupes pour la Ligue des Champions à la suite de sa 1re place en Premier League lors de la saison 2000-2001.
Première phase de poule - Groupe G
| Rang | Équipe               | Pts | J | G | N | P | Bp | Bc | Diff |  | Résultats (▼ dom., ► ext.) |     |     |     |     |
| ---- | -------------------- | --- | - | - | - | - | -- | -- | ---- |  | -------------------------- | --- | --- | --- | --- |
| 1    | Deportivo La Corogne | 10  | 6 | 2 | 4 | 0 | 10 | 8  | +2   |  | Deportivo La Corogne       |     | 2-1 | 1-1 | 2-2 |
| 2    | Manchester United    | 10  | 6 | 3 | 1 | 2 | 10 | 6  | +4   |  | Manchester United          | 2-3 |     | 1-0 | 3-0 |
| 3    | LOSC Lille           | 6   | 6 | 1 | 3 | 2 | 7  | 7  | 0    |  | LOSC Lille                 | 1-1 | 1-1 |     | 3-1 |
| 4    | Olympiakos           | 5   | 6 | 1 | 2 | 3 | 6  | 12 | -6   |  | Olympiakos                 | 1-1 | 0-2 | 2-1 |     |

| N°  | Tour             | Pays    | Match                                    | Score | Réference |
| --- | ---------------- | ------- | ---------------------------------------- | ----- | --------- |
| 164 | Phase groupe - 1 | France  | Manchester United - LOSC Lille           | 1 - 0 |           |
| 165 | Phase groupe - 2 | Espagne | Deportivo La Corogne - Manchester United | 2 - 1 |           |
| 166 | Phase groupe - 3 | Grèce   | Olympiakos - Manchester United           | 0 - 2 |           |
| 167 | Phase groupe - 4 | Espagne | Manchester United - Deportivo La Corogne | 2 - 3 |           |
| 168 | Phase groupe - 5 | Grèce   | Manchester United - Olympiakos           | 3 - 0 |           |
| 169 | Phase groupe - 6 | France  | LOSC Lille - Manchester United           | 1 - 1 |           |

Deuxième phase de poule - Groupe A
| Rang | Équipe            | Pts | J | G | N | P | Bp | Bc | Diff |  | Résultats (▼ dom., ► ext.) |     |     |     |     |
| ---- | ----------------- | --- | - | - | - | - | -- | -- | ---- |  | -------------------------- | --- | --- | --- | --- |
| 1    | Manchester United | 12  | 6 | 3 | 3 | 0 | 13 | 3  | +10  |  | Manchester United          |     | 0-0 | 3-0 | 5-1 |
| 2    | Bayern Munich     | 12  | 6 | 3 | 3 | 0 | 5  | 2  | +3   |  | Bayern Munich              | 1-1 |     | 1-0 | 2-1 |
| 3    | Boavista FC       | 5   | 6 | 1 | 2 | 3 | 2  | 8  | -6   |  | Boavista FC                | 0-3 | 0-0 |     | 1-0 |
| 4    | FC Nantes         | 2   | 6 | 0 | 2 | 4 | 4  | 11 | -7   |  | FC Nantes                  | 1-1 | 0-1 | 1-1 |     |

| N°  | Tour             | Pays      | Match                             | Score | Réference |
| --- | ---------------- | --------- | --------------------------------- | ----- | --------- |
| 170 | Phase groupe - 1 | Allemagne | Bayern Munich - Manchester United | 1 - 1 |           |
| 171 | Phase groupe - 2 | Portugal  | Manchester United - Boavista FC   | 3 - 0 |           |
| 172 | Phase groupe - 3 | France    | FC Nantes - Manchester United     | 1 - 1 |           |
| 173 | Phase groupe - 4 | France    | Manchester United - FC Nantes     | 5 - 1 |           |
| 174 | Phase groupe - 5 | Allemagne | Manchester United - Bayern Munich | 0 - 0 |           |
| 175 | Phase groupe - 6 | Portugal  | Boavista FC - Manchester United   | 0 - 3 |           |

Phase finale
| N°  | Tour                   | Pays      | Match                                    | Score | Réference | Cumul |
| --- | ---------------------- | --------- | ---------------------------------------- | ----- | --------- | ----- |
| 176 | 1/4 de finale (aller)  | Espagne   | Deportivo La Corogne - Manchester United | 0 - 2 |           | 5 - 2 |
| 177 | 1/4 de finale (retour) | Espagne   | Manchester United - Deportivo La Corogne | 3 - 2 |           | 5 - 2 |
| 178 | 1/2 finale (aller)     | Allemagne | Manchester United - Bayer Leverkusen     | 2 - 2 |           | 3 - 3 |
| 179 | 1/2 finale (retour)    | Allemagne | Bayer Leverkusen - Manchester United     | 1 - 1 |           | 3 - 3 |

#### 2002-2003:Ligue des Champions
Le club s'est qualifié pour le troisième tour préliminaire pour la Ligue des Champions à la suite de sa 3e place en Premier League lors de la saison 2001-2002.
Phase préliminaire
| N°  | Tour                              | Pays    | Match                                  | Score | Réference | Cumul |
| --- | --------------------------------- | ------- | -------------------------------------- | ----- | --------- | ----- |
| 180 | 3e tour de qualification (aller)  | Hongrie | Zalaegerszeg TE FC - Manchester United | 1 - 0 |           | 5 - 1 |
| 181 | 3e tour de qualification (retour) | Hongrie | Manchester United - Zalaegerszeg TE FC | 5 - 0 |           | 5 - 1 |

Première phase de poule - Groupe F
| Rang | Équipe            | Pts | J | G | N | P | Bp | Bc | Diff |  | Résultats (▼ dom., ► ext.) |     |     |     |     |
| ---- | ----------------- | --- | - | - | - | - | -- | -- | ---- |  | -------------------------- | --- | --- | --- | --- |
| 1    | Manchester United | 15  | 6 | 5 | 0 | 1 | 16 | 8  | +8   |  | Manchester United          |     | 2-0 | 5-2 | 4-0 |
| 2    | Bayer Leverkusen  | 9   | 6 | 3 | 0 | 3 | 9  | 11 | -2   |  | Bayer Leverkusen           | 1-2 |     | 2-1 | 2-0 |
| 3    | Maccabi Haïfa     | 7   | 6 | 2 | 1 | 3 | 12 | 12 | 0    |  | Maccabi Haïfa              | 3-0 | 0-2 |     | 3-0 |
| 4    | Olympiakos        | 4   | 6 | 1 | 1 | 4 | 11 | 17 | -6   |  | Olympiakos                 | 2-3 | 6-2 | 3-3 |     |

| N°  | Tour             | Pays      | Match                                | Score | Réference |
| --- | ---------------- | --------- | ------------------------------------ | ----- | --------- |
| 182 | Phase groupe - 1 | Israël    | Manchester United - Maccabi Haïfa    | 5 - 2 |           |
| 183 | Phase groupe - 2 | Allemagne | Bayer Leverkusen - Manchester United | 1 - 2 |           |
| 184 | Phase groupe - 3 | Grèce     | Manchester United - Olympiakos       | 4 - 0 |           |
| 185 | Phase groupe - 4 | Grèce     | Olympiakos - Manchester United       | 2 - 3 |           |
| 186 | Phase groupe - 5 | Israël    | Maccabi Haïfa - Manchester United    | 3 - 0 |           |
| 187 | Phase groupe - 6 | Allemagne | Manchester United - Bayer Leverkusen | 2 - 0 |           |

Deuxième phase de poule - Groupe D
| Rang | Équipe               | Pts | J | G | N | P | Bp | Bc | Diff |  | Résultats (▼ dom., ► ext.) |     |     |     |     |
| ---- | -------------------- | --- | - | - | - | - | -- | -- | ---- |  | -------------------------- | --- | --- | --- | --- |
| 1    | Manchester United    | 13  | 6 | 4 | 1 | 1 | 11 | 5  | +6   |  | Manchester United          |     | 2-1 | 1-1 | 2-0 |
| 2    | Juventus FC          | 7   | 6 | 2 | 1 | 3 | 11 | 11 | 0    |  | Juventus FC                | 0-3 |     | 4-0 | 3-2 |
| 3    | FC Bâle              | 7   | 6 | 2 | 1 | 3 | 5  | 10 | -5   |  | FC Bâle                    | 1-3 | 2-1 |     | 1-0 |
| 4    | Deportivo La Corogne | 7   | 6 | 2 | 1 | 3 | 7  | 8  | -1   |  | Deportivo La Corogne       | 2-0 | 2-2 | 1-0 |     |

| N°  | Tour             | Pays    | Match                                    | Score | Réference |
| --- | ---------------- | ------- | ---------------------------------------- | ----- | --------- |
| 188 | Phase groupe - 1 | Suisse  | FC Bâle - Manchester United              | 1 - 3 |           |
| 189 | Phase groupe - 2 | Espagne | Manchester United - Deportivo La Corogne | 2 - 0 |           |
| 190 | Phase groupe - 3 | Italie  | Manchester United - Juventus FC          | 2 - 1 |           |
| 191 | Phase groupe - 4 | Italie  | Juventus FC - Manchester United          | 0 - 3 |           |
| 192 | Phase groupe - 5 | Suisse  | Manchester United - FC Bâle              | 1 - 1 |           |
| 193 | Phase groupe - 6 | Espagne | Deportivo La Corogne - Manchester United | 2 - 0 |           |

Phase finale
| N°  | Tour                   | Pays    | Match                           | Score | Réference | Cumul |
| --- | ---------------------- | ------- | ------------------------------- | ----- | --------- | ----- |
| 194 | 1/4 de finale (aller)  | Espagne | Real Madrid - Manchester United | 3 - 1 |           | 6 - 5 |
| 195 | 1/4 de finale (retour) | Espagne | Manchester United - Real Madrid | 4 - 3 |           | 6 - 5 |

#### 2003-2004:Ligue des Champions
Le club s'est qualifié pour la phase de Groupes pour la Ligue des Champions à la suite de sa 1re place en Premier League lors de la saison 2002-2003.
Phase de poule - Groupe E
| Rang | Équipe            | Pts | J | G | N | P | Bp | Bc | Diff |  | Résultats (▼ dom., ► ext.) |     |     |     |     |
| ---- | ----------------- | --- | - | - | - | - | -- | -- | ---- |  | -------------------------- | --- | --- | --- | --- |
| 1    | Manchester United | 15  | 6 | 5 | 0 | 1 | 13 | 2  | +11  |  | Manchester United          |     | 2-0 | 5-0 | 3-0 |
| 2    | VfB Stuttgart     | 12  | 6 | 4 | 0 | 2 | 9  | 6  | +3   |  | VfB Stuttgart              | 2-1 |     | 2-0 | 1-0 |
| 3    | Panathinaïkos     | 4   | 6 | 1 | 1 | 4 | 5  | 13 | -8   |  | Panathinaïkos              | 0-1 | 1-3 |     | 1-1 |
| 4    | Glasgow Rangers   | 4   | 6 | 1 | 1 | 4 | 4  | 10 | -6   |  | Glasgow Rangers            | 0-1 | 2-1 | 1-3 |     |

| N°  | Tour             | Pays      | Match                             | Score | Réference |
| --- | ---------------- | --------- | --------------------------------- | ----- | --------- |
| 196 | Phase groupe - 1 | Grèce     | Manchester United - Panathinaïkos | 5 - 0 |           |
| 197 | Phase groupe - 2 | Allemagne | VfB Stuttgart - Manchester United | 2 - 1 |           |
| 198 | Phase groupe - 3 | Écosse    | Rangers FC - Manchester United    | 0 - 1 |           |
| 199 | Phase groupe - 4 | Écosse    | Manchester United - Rangers FC    | 3 - 0 |           |
| 200 | Phase groupe - 5 | Grèce     | Panathinaïkos - Manchester United | 0 - 1 |           |
| 201 | Phase groupe - 6 | Allemagne | Manchester United - VfB Stuttgart | 2 - 0 |           |

Phase finale
| N°  | Tour                   | Pays     | Match                        | Score | Réference | Cumul |
| --- | ---------------------- | -------- | ---------------------------- | ----- | --------- | ----- |
| 202 | 1/8 de finale (aller)  | Portugal | FC Porto - Manchester United | 2 - 1 |           | 3 - 2 |
| 203 | 1/8 de finale (retour) | Portugal | Manchester United - FC Porto | 1 - 1 |           | 3 - 2 |

#### 2004-2005:Ligue des Champions
Le club s'est qualifié pour le troisième tour préliminaire pour la Ligue des Champions à la suite de sa 3e place en Premier League lors de la saison 2003-2004.
Phase préliminaire
| N°  | Tour                              | Pays     | Match                               | Score | Réference | Cumul |
| --- | --------------------------------- | -------- | ----------------------------------- | ----- | --------- | ----- |
| 204 | 3e tour de qualification (aller)  | Roumanie | Dinamo Bucarest - Manchester United | 1 - 2 |           | 5 - 1 |
| 205 | 3e tour de qualification (retour) | Roumanie | Manchester United - Dinamo Bucarest | 3 - 0 |           | 5 - 1 |

Phase de poule - Groupe D
| Rang | Équipe             | Pts | J | G | N | P | Bp | Bc | Diff |  | Résultats (▼ dom., ► ext.) |     |     |     |     |
| ---- | ------------------ | --- | - | - | - | - | -- | -- | ---- |  | -------------------------- | --- | --- | --- | --- |
| 1    | Olympique lyonnais | 13  | 6 | 4 | 1 | 1 | 17 | 8  | +9   |  | Olympique lyonnais         |     | 2-2 | 4-2 | 5-0 |
| 2    | Manchester United  | 11  | 6 | 3 | 2 | 1 | 14 | 9  | +5   |  | Manchester United          | 2-1 |     | 6-2 | 4-1 |
| 3    | Fenerbahçe         | 9   | 6 | 3 | 0 | 3 | 10 | 13 | -3   |  | Fenerbahçe                 | 1-3 | 3-0 |     | 1-0 |
| 4    | Sparta Prague      | 1   | 6 | 0 | 1 | 5 | 2  | 13 | -11  |  | Sparta Prague              | 1-2 | 0-0 | 0-1 |     |

| N°  | Tour             | Pays         | Match                                  | Score | Réference |
| --- | ---------------- | ------------ | -------------------------------------- | ----- | --------- |
| 206 | Phase groupe - 1 | France       | Olympique lyonnais - Manchester United | 2 - 2 |           |
| 207 | Phase groupe - 2 | Turquie      | Manchester United - Fenerbahçe SK      | 6 - 2 |           |
| 208 | Phase groupe - 3 | Rép. tchèque | AC Sparta Prague - Manchester United   | 0 - 0 |           |
| 209 | Phase groupe - 4 | Rép. tchèque | Manchester United - AC Sparta Prague   | 4 - 1 |           |
| 210 | Phase groupe - 5 | France       | Manchester United - Olympique lyonnais | 2 - 1 |           |
| 211 | Phase groupe - 6 | Turquie      | Fenerbahçe SK - Manchester United      | 3 - 0 |           |

Phase finale
| N°  | Tour                   | Pays   | Match                        | Score | Réference | Cumul |
| --- | ---------------------- | ------ | ---------------------------- | ----- | --------- | ----- |
| 212 | 1/8 de finale (aller)  | Italie | Manchester United - AC Milan | 0 - 1 |           | 2 - 0 |
| 213 | 1/8 de finale (retour) | Italie | AC Milan - Manchester United | 1 - 0 |           | 2 - 0 |

#### 2005-2006:Ligue des Champions
Le club s'est qualifié pour le troisième tour préliminaire pour la Ligue des Champions à la suite de sa 3e place en Premier League lors de la saison 2004-2005.
Phase préliminaire
| N°  | Tour                              | Pays    | Match                            | Score | Réference | Cumul |
| --- | --------------------------------- | ------- | -------------------------------- | ----- | --------- | ----- |
| 214 | 3e tour de qualification (aller)  | Hongrie | Manchester United - Debrecen VSC | 3 - 0 |           | 6 - 0 |
| 215 | 3e tour de qualification (retour) | Hongrie | Debrecen VSC - Manchester United | 0 - 3 |           | 6 - 0 |

Phase de poule - Groupe D
| Rang | Équipe            | Pts | J | G | N | P | Bp | Bc | Diff |  | Résultats (▼ dom., ► ext.) |     |     |     |     |
| ---- | ----------------- | --- | - | - | - | - | -- | -- | ---- |  | -------------------------- | --- | --- | --- | --- |
| 1    | Villarreal CF     | 10  | 6 | 2 | 4 | 0 | 3  | 1  | +2   |  | Villarreal CF              |     | 1-1 | 1-0 | 0-0 |
| 2    | SL Benfica        | 8   | 6 | 2 | 2 | 2 | 5  | 5  | 0    |  | SL Benfica                 | 0-1 |     | 1-0 | 2-1 |
| 3    | LOSC Lille        | 6   | 6 | 1 | 3 | 2 | 1  | 2  | -1   |  | LOSC Lille                 | 0-0 | 0-0 |     | 1-0 |
| 4    | Manchester United | 6   | 6 | 1 | 3 | 2 | 3  | 4  | -1   |  | Manchester United          | 0-0 | 2-1 | 0-0 |     |

| N°  | Tour             | Pays     | Match                                | Score | Réference |
| --- | ---------------- | -------- | ------------------------------------ | ----- | --------- |
| 216 | Phase groupe - 1 | Espagne  | Villarreal CF - Manchester United    | 0 - 0 |           |
| 217 | Phase groupe - 2 | Portugal | Manchester United - Benfica Lisbonne | 2 - 1 |           |
| 218 | Phase groupe - 3 | France   | Manchester United - LOSC Lille       | 0 - 0 |           |
| 219 | Phase groupe - 4 | France   | LOSC Lille - Manchester United       | 1 - 0 |           |
| 220 | Phase groupe - 5 | Espagne  | Manchester United - Villarreal CF    | 0 - 0 |           |
| 221 | Phase groupe - 6 | Portugal | Benfica Lisbonne - Manchester United | 2 - 1 |           |

#### 2006-2007:Ligue des Champions
Le club s'est qualifié pour la phase de Groupes pour la Ligue des Champions à la suite de sa 2e place en Premier League lors de la saison 2005-2006.
Phase de poule - Groupe F
| Rang | Équipe            | Pts | J | G | N | P | Bp | Bc | Diff |  | Résultats (▼ dom., ► ext.) |     |     |     |     |
| ---- | ----------------- | --- | - | - | - | - | -- | -- | ---- |  | -------------------------- | --- | --- | --- | --- |
| 1    | Manchester United | 12  | 6 | 4 | 0 | 2 | 10 | 5  | +5   |  | Manchester United          |     | 3-2 | 3-1 | 3-0 |
| 2    | Celtic FC         | 9   | 6 | 3 | 0 | 3 | 8  | 9  | -1   |  | Celtic FC                  | 1-0 |     | 3-0 | 1-0 |
| 3    | Benfica Lisbonne  | 7   | 6 | 2 | 1 | 3 | 7  | 8  | -1   |  | Benfica Lisbonne           | 0-1 | 3-0 |     | 3-1 |
| 4    | FC Copenhague     | 7   | 6 | 2 | 1 | 3 | 5  | 8  | -3   |  | FC Copenhague              | 1-0 | 3-1 | 0-0 |     |

| N°  | Tour             | Pays     | Match                                | Score | Réference |
| --- | ---------------- | -------- | ------------------------------------ | ----- | --------- |
| 222 | Phase groupe - 1 | Écosse   | Manchester United - Celtic FC        | 3 - 2 |           |
| 223 | Phase groupe - 2 | Portugal | Benfica Lisbonne - Manchester United | 0 - 1 |           |
| 224 | Phase groupe - 3 | Danemark | Manchester United - FC Copenhague    | 3 - 0 |           |
| 225 | Phase groupe - 4 | Danemark | FC Copenhague - Manchester United    | 1 - 0 |           |
| 226 | Phase groupe - 5 | Écosse   | Celtic FC - Manchester United        | 1 - 0 |           |
| 227 | Phase groupe - 6 | Portugal | Manchester United - Benfica Lisbonne | 3 - 1 |           |

Phase finale
| N°  | Tour                   | Pays   | Match                          | Score | Réference | Cumul |
| --- | ---------------------- | ------ | ------------------------------ | ----- | --------- | ----- |
| 228 | 1/8 de finale (aller)  | France | LOSC Lille - Manchester United | 0 - 1 |           | 2 - 0 |
| 229 | 1/8 de finale (retour) | France | Manchester United - LOSC Lille | 1 - 0 |           | 2 - 0 |
| 230 | 1/4 de finale (aller)  | Italie | AS Rome - Manchester United    | 2 - 1 |           | 8 - 3 |
| 231 | 1/4 de finale (retour) | Italie | Manchester United - AS Rome    | 7 - 1 |           | 8 - 3 |
| 232 | 1/2 finale (aller)     | Italie | Manchester United - AC Milan   | 3 - 2 |           | 3 - 5 |
| 233 | 1/2 finale (retour)    | Italie | AC Milan - Manchester United   | 3 - 0 |           | 3 - 5 |

#### 2007-2008:Ligue des Champions
Le club s'est qualifié pour la phase de Groupes pour la Ligue des Champions à la suite de sa 1re place en Premier League lors de la saison 2006-2007.
Phase de poule - Groupe F
| Rang | Équipe            | Pts | J | G | N | P | Bp | Bc | Diff |  | Résultats (▼ dom., ► ext.) |     |     |     |     |
| ---- | ----------------- | --- | - | - | - | - | -- | -- | ---- |  | -------------------------- | --- | --- | --- | --- |
| 1    | Manchester United | 16  | 6 | 5 | 1 | 0 | 13 | 4  | +9   |  | Manchester United          |     | 1-0 | 2-1 | 4-0 |
| 2    | AS Rome           | 11  | 6 | 3 | 2 | 1 | 11 | 6  | +5   |  | AS Rome                    | 1-1 |     | 2-1 | 2-0 |
| 3    | Sporting Portugal | 7   | 6 | 2 | 1 | 3 | 9  | 8  | +1   |  | Sporting Portugal          | 0-1 | 2-2 |     | 3-0 |
| 4    | Dynamo Kiev       | 0   | 6 | 0 | 0 | 6 | 4  | 19 | -15  |  | Dynamo Kiev                | 2-4 | 1-4 | 1-2 |     |

| N°  | Tour             | Pays     | Match                                 | Score | Réference |
| --- | ---------------- | -------- | ------------------------------------- | ----- | --------- |
| 234 | Phase groupe - 1 | Portugal | Sporting Portugal - Manchester United | 0 - 1 |           |
| 235 | Phase groupe - 2 | Italie   | Manchester United - AS Rome           | 1 - 0 |           |
| 236 | Phase groupe - 3 | Ukraine  | Dynamo Kiev - Manchester United       | 2 - 4 |           |
| 237 | Phase groupe - 4 | Ukraine  | Manchester United - Dynamo Kiev       | 4 - 0 |           |
| 238 | Phase groupe - 5 | Portugal | Manchester United - Sporting Portugal | 2 - 1 |           |
| 239 | Phase groupe - 6 | Italie   | AS Rome - Manchester United           | 1 - 1 |           |

Phase finale
| N°  | Tour                   | Pays    | Match                                  | Score | Réference | Cumul |
| --- | ---------------------- | ------- | -------------------------------------- | ----- | --------- | ----- |
| 240 | 1/8 de finale (aller)  | France  | Olympique lyonnais - Manchester United | 1 - 1 |           | 2 - 1 |
| 241 | 1/8 de finale (retour) | France  | Manchester United - Olympique lyonnais | 1 - 0 |           | 2 - 1 |
| 242 | 1/4 de finale (aller)  | Italie  | AS Rome - Manchester United            | 0 - 2 |           | 3 - 0 |
| 243 | 1/4 de finale (retour) | Italie  | Manchester United - AS Rome            | 1 - 0 |           | 3 - 0 |
| 244 | 1/2 finale (aller)     | Espagne | FC Barcelone - Manchester United       | 0 - 0 |           | 1 - 0 |
| 245 | 1/2 finale (retour)    | Espagne | Manchester United - FC Barcelone       | 1 - 0 |           | 1 - 0 |

Finale de la Ligue des champions de l'UEFA 2007-2008
| N°  | Tour   | Pays       | Match                          | Score           | Réference |
| --- | ------ | ---------- | ------------------------------ | --------------- | --------- |
| 246 | Finale | Angleterre | Chelsea FC - Manchester United | 1 - 1 5 t.a.b 6 |           |

#### 2008-2009:Supercoupe de l'UEFA&Ligue des Champions
Le club s'est qualifié pour la phase de Groupes pour la Ligue des Champions et de la Supercoupe de l'UEFA à la suite de sa victoire en Ligue des Champions 2008 et sa 1re place en Premier League lors de la saison 2008-2009.
Supercoupe de l'UEFA 2008
| N°  | Tour   | Pays   | Match                                        | Score | Réference |
| --- | ------ | ------ | -------------------------------------------- | ----- | --------- |
| 247 | Finale | Russie | Manchester United - Zénith Saint-Pétersbourg | 1 - 2 |           |

Phase de poule - Groupe E
| Rang | Équipe            | Pts | J | G | N | P | Bp | Bc | Diff |  | Résultats (▼ dom., ► ext.) |     |     |     |     |
| ---- | ----------------- | --- | - | - | - | - | -- | -- | ---- |  | -------------------------- | --- | --- | --- | --- |
| 1    | Manchester United | 10  | 6 | 2 | 4 | 0 | 9  | 3  | +6   |  | Manchester United          |     | 0-0 | 2-2 | 3-0 |
| 2    | Villarreal CF     | 9   | 6 | 2 | 3 | 1 | 9  | 7  | +2   |  | Villarreal CF              | 0-0 |     | 6-3 | 1-0 |
| 3    | AaB Ålborg        | 6   | 6 | 1 | 3 | 2 | 8  | 13 | -5   |  | AaB Ålborg                 | 0-3 | 2-2 |     | 2-1 |
| 4    | Celtic Glasgow    | 5   | 6 | 1 | 2 | 3 | 4  | 7  | -3   |  | Celtic Glasgow             | 1-1 | 2-0 | 0-0 |     |

| N°  | Tour             | Pays     | Match                             | Score | Réference |
| --- | ---------------- | -------- | --------------------------------- | ----- | --------- |
| 248 | Phase groupe - 1 | Espagne  | Manchester United - Villarreal CF | 0 - 0 |           |
| 249 | Phase groupe - 2 | Danemark | Aalborg BK - Manchester United    | 0 - 3 |           |
| 250 | Phase groupe - 3 | Écosse   | Manchester United - Celtic FC     | 3 - 0 |           |
| 251 | Phase groupe - 4 | Écosse   | Celtic FC - Manchester United     | 1 - 1 |           |
| 252 | Phase groupe - 5 | Espagne  | Villarreal CF - Manchester United | 0 - 0 |           |
| 253 | Phase groupe - 6 | Danemark | Manchester United - Aalborg BK    | 2 - 2 |           |

Phase finale
| N°  | Tour                   | Pays       | Match                           | Score | Réference | Cumul |
| --- | ---------------------- | ---------- | ------------------------------- | ----- | --------- | ----- |
| 254 | 1/8 de finale (aller)  | Italie     | Inter Milan - Manchester United | 0 - 0 |           | 2 - 0 |
| 255 | 1/8 de finale (retour) | Italie     | Manchester United - Inter Milan | 2 - 0 |           | 2 - 0 |
| 256 | 1/4 de finale (aller)  | Portugal   | Manchester United - FC Porto    | 2 - 2 |           | 3 - 2 |
| 257 | 1/4 de finale (retour) | Portugal   | FC Porto - Manchester United    | 0 - 1 |           | 3 - 2 |
| 258 | 1/2 finale (aller)     | Angleterre | Manchester United - Arsenal FC  | 1 - 0 |           | 4 - 1 |
| 259 | 1/2 finale (retour)    | Angleterre | Arsenal FC - Manchester United  | 1 - 3 |           | 4 - 1 |

Finale de la Ligue des champions de l'UEFA 2008-2009
| N°  | Tour   | Pays    | Match                            | Score | Réference |
| --- | ------ | ------- | -------------------------------- | ----- | --------- |
| 260 | Finale | Espagne | FC Barcelone - Manchester United | 2 - 0 |           |

#### 2009-2010:Ligue des Champions
Le club s'est qualifié pour la phase de Groupes pour la Ligue des Champions à la suite de sa 1re place en Premier League lors de la saison 2008-2009.
Phase de poule - Groupe B
| Rang | Équipe            | Pts | J | G | N | P | Bp | Bc | Diff |  | Résultats (▼ dom., ► ext.) |     |     |     |     |
| ---- | ----------------- | --- | - | - | - | - | -- | -- | ---- |  | -------------------------- | --- | --- | --- | --- |
| 1    | Manchester United | 13  | 6 | 4 | 1 | 1 | 10 | 6  | +4   |  | Manchester United          |     | 3-3 | 2-1 | 0-1 |
| 2    | CSKA Moscou       | 10  | 6 | 3 | 1 | 2 | 10 | 10 | 0    |  | CSKA Moscou                | 0-1 |     | 2-1 | 2-1 |
| 3    | VfL Wolfsburg     | 7   | 6 | 2 | 1 | 3 | 9  | 8  | +1   |  | VfL Wolfsburg              | 1-3 | 3-1 |     | 0-0 |
| 4    | Beşiktaş          | 4   | 6 | 1 | 1 | 4 | 3  | 8  | -5   |  | Beşiktaş                   | 0-1 | 1-2 | 0-3 |     |

| N°  | Tour             | Pays      | Match                           | Score | Réference |
| --- | ---------------- | --------- | ------------------------------- | ----- | --------- |
| 261 | Phase groupe - 1 | Turquie   | Beşiktaş JK - Manchester United | 0 - 1 |           |
| 262 | Phase groupe - 2 | Allemagne | Manchester United - Wolfsbourg  | 2 - 1 |           |
| 263 | Phase groupe - 3 | Russie    | CSKA Moscou - Manchester United | 0 - 1 |           |
| 264 | Phase groupe - 4 | Russie    | Manchester United - CSKA Moscou | 3 - 3 |           |
| 265 | Phase groupe - 5 | Turquie   | Manchester United - Beşiktaş JK | 0 - 1 |           |
| 266 | Phase groupe - 6 | Allemagne | Wolfsbourg - Manchester United  | 1 - 3 |           |

Phase finale
| N°  | Tour                   | Pays      | Match                             | Score | Réference | Cumul |
| --- | ---------------------- | --------- | --------------------------------- | ----- | --------- | ----- |
| 267 | 1/8 de finale (aller)  | Italie    | AC Milan - Manchester United      | 2 - 3 |           | 7 - 2 |
| 268 | 1/8 de finale (retour) | Italie    | Manchester United - AC Milan      | 4 - 0 |           | 7 - 2 |
| 269 | 1/4 de finale (aller)  | Allemagne | Bayern Munich - Manchester United | 2 - 1 |           | 4 - 4 |
| 270 | 1/4 de finale (retour) | Allemagne | Manchester United - Bayern Munich | 3 - 2 |           | 4 - 4 |

### Années 2010

#### 2010-2011:Ligue des Champions
Le club s'est qualifié pour la phase de Groupes pour la Ligue des Champions à la suite de sa 2e place en Premier League lors de la saison 2009-2010.
Phase de poule - Groupe C
| Rang | Équipe            | Pts | J | G | N | P | Bp | Bc | Diff |  | Résultats (▼ dom., ► ext.) |     |     |     |     |
| ---- | ----------------- | --- | - | - | - | - | -- | -- | ---- |  | -------------------------- | --- | --- | --- | --- |
| 1    | Manchester United | 14  | 6 | 4 | 2 | 0 | 7  | 1  | +6   |  | Manchester United          |     | 1-1 | 0-0 | 1-0 |
| 2    | Valence           | 11  | 6 | 3 | 2 | 1 | 15 | 4  | +11  |  | Valence                    | 0-1 |     | 3-0 | 6-1 |
| 3    | Glasgow Rangers   | 6   | 6 | 1 | 3 | 2 | 3  | 6  | -3   |  | Glasgow Rangers            | 0-1 | 1-1 |     | 1-0 |
| 4    | Bursaspor         | 1   | 6 | 0 | 1 | 5 | 2  | 16 | -14  |  | Bursaspor                  | 0-3 | 0-4 | 1-1 |     |

| N°  | Tour             | Pays    | Match                          | Score | Réference |
| --- | ---------------- | ------- | ------------------------------ | ----- | --------- |
| 271 | Phase groupe - 1 | Écosse  | Manchester United - Rangers FC | 0 - 0 |           |
| 272 | Phase groupe - 2 | Espagne | Valence CF - Manchester United | 0 - 1 |           |
| 273 | Phase groupe - 3 | Turquie | Manchester United - Bursaspor  | 1 - 0 |           |
| 274 | Phase groupe - 4 | Turquie | Bursaspor - Manchester United  | 0 - 3 |           |
| 275 | Phase groupe - 5 | Écosse  | Rangers FC - Manchester United | 0 - 1 |           |
| 276 | Phase groupe - 6 | Espagne | Manchester United - Valence CF | 1 - 1 |           |

Phase finale
| N°  | Tour                   | Pays       | Match                                      | Score | Réference | Cumul |
| --- | ---------------------- | ---------- | ------------------------------------------ | ----- | --------- | ----- |
| 277 | 1/8 de finale (aller)  | France     | Olympique de Marseille - Manchester United | 0 - 0 |           | 2 - 1 |
| 278 | 1/8 de finale (retour) | France     | Manchester United - Olympique de Marseille | 2 - 1 |           | 2 - 1 |
| 279 | 1/4 de finale (aller)  | Angleterre | Chelsea FC - Manchester United             | 0 - 1 |           | 3 - 1 |
| 280 | 1/4 de finale (retour) | Angleterre | Manchester United - Chelsea FC             | 2 - 1 |           | 3 - 1 |
| 281 | 1/2 finale (aller)     | Allemagne  | Schalke 04 - Manchester United             | 0 - 2 |           | 6 - 1 |
| 282 | 1/2 finale (retour)    | Allemagne  | Manchester United - Schalke 04             | 4 - 1 |           | 6 - 1 |

Finale de la Ligue des champions de l'UEFA 2010-2011
| N°  | Tour   | Pays    | Match                            | Score | Réference |
| --- | ------ | ------- | -------------------------------- | ----- | --------- |
| 283 | Finale | Espagne | FC Barcelone - Manchester United | 3 - 1 |           |

#### 2011-2012:Ligue des Champions&Ligue Europa
Le club s'est qualifié pour la phase de Groupes pour la Ligue des Champions à la suite de sa 1re place en Premier League lors de la saison 2010-2011.
Phase de poule - Groupe C
| Rang | Équipe            | Pts | J | G | N | P | Bp | Bc | Diff |  | Résultats (▼ dom., ► ext.) |     |     |     |     |
| ---- | ----------------- | --- | - | - | - | - | -- | -- | ---- |  | -------------------------- | --- | --- | --- | --- |
| 1    | Benfica Lisbonne  | 12  | 6 | 3 | 3 | 0 | 8  | 4  | +4   |  | Benfica Lisbonne           |     | 1-1 | 1-1 | 1-0 |
| 2    | FC Bâle           | 11  | 6 | 3 | 2 | 1 | 11 | 10 | +1   |  | FC Bâle                    | 0-2 |     | 2-1 | 2-1 |
| 3    | Manchester United | 9   | 6 | 2 | 3 | 1 | 11 | 8  | +3   |  | Manchester United          | 2-2 | 3-3 |     | 2-0 |
| 4    | Oţelul Galaţi     | 0   | 6 | 0 | 0 | 6 | 3  | 11 | -8   |  | Oţelul Galaţi              | 0-1 | 2-3 | 0-2 |     |

| N°  | Tour             | Pays     | Match                                | Score | Réference |
| --- | ---------------- | -------- | ------------------------------------ | ----- | --------- |
| 284 | Phase groupe - 1 | Portugal | Benfica Lisbonne - Manchester United | 1 - 1 |           |
| 285 | Phase groupe - 2 | Suisse   | Manchester United - FC Bâle          | 3 - 3 |           |
| 286 | Phase groupe - 3 | Roumanie | Oțelul Galați - Manchester United    | 0 - 2 |           |
| 287 | Phase groupe - 4 | Roumanie | Manchester United - Oțelul Galați    | 2 - 0 |           |
| 288 | Phase groupe - 5 | Portugal | Manchester United - Benfica Lisbonne | 2 - 2 |           |
| 289 | Phase groupe - 6 | Suisse   | FC Bâle - Manchester United          | 2 - 1 |           |

Phase finale
| N°  | Tour                    | Pays     | Match                               | Score | Réference | Cumul |
| --- | ----------------------- | -------- | ----------------------------------- | ----- | --------- | ----- |
| 290 | 1/16 de finale (aller)  | Pays-Bas | Ajax Amsterdam - Manchester United  | 0 - 2 |           | 3 - 2 |
| 291 | 1/16 de finale (retour) | Pays-Bas | Manchester United - Ajax Amsterdam  | 1 - 2 |           | 3 - 2 |
| 292 | 1/8 de finale (aller)   | Espagne  | Manchester United - Athletic Bilbao | 2 - 3 |           | 5 - 3 |
| 293 | 1/8 de finale (retour)  | Espagne  | Athletic Bilbao - Manchester United | 2 - 1 |           | 5 - 3 |

#### 2012-2013:Ligue des Champions
Le club s'est qualifié pour la phase de Groupes de la Ligue des Champions à la suite de sa 2e place en Premier League lors de la saison 2011-2012.
Phase de poule - Groupe H
| Rang | Équipe            | Pts | J | G | N | P | Bp | Bc | Diff |  | Résultats (▼ dom., ► ext.) | Drapeau de l'Angleterre | Drapeau de la Turquie | Drapeau de la Roumanie | Drapeau du Portugal |
| ---- | ----------------- | --- | - | - | - | - | -- | -- | ---- |  | -------------------------- | ----------------------- | --------------------- | ---------------------- | ------------------- |
| 1    | Manchester United | 12  | 6 | 4 | 0 | 2 | 9  | 6  | +3   |  | Manchester United          |                         | 1-0                   | 0-1                    | 3-2                 |
| 2    | Galatasaray       | 10  | 6 | 3 | 1 | 2 | 7  | 6  | +1   |  | Galatasaray                | 1-0                     |                       | 1-1                    | 0-2                 |
| 3    | CFR Cluj          | 10  | 6 | 3 | 1 | 2 | 9  | 7  | +2   |  | CFR Cluj                   | 1-2                     | 1-3                   |                        | 3-1                 |
| 4    | Sporting Braga    | 3   | 6 | 1 | 0 | 5 | 7  | 13 | -6   |  | Sporting Braga             | 1-3                     | 1-2                   | 0-2                    |                     |

| N°  | Tour             | Pays     | Match                              | Score | Réference |
| --- | ---------------- | -------- | ---------------------------------- | ----- | --------- |
| 294 | Phase groupe - 1 | Turquie  | Manchester United - Galatasaray SK | 1 - 0 |           |
| 295 | Phase groupe - 2 | Roumanie | CFR Cluj - Manchester United       | 1 - 2 |           |
| 296 | Phase groupe - 3 | Portugal | Manchester United - Sporting Braga | 3 - 2 |           |
| 297 | Phase groupe - 4 | Portugal | Sporting Braga - Manchester United | 1 - 3 |           |
| 298 | Phase groupe - 5 | Turquie  | Galatasaray SK - Manchester United | 1 - 0 |           |
| 299 | Phase groupe - 6 | Roumanie | Manchester United - CFR Cluj       | 0 - 1 |           |

Phase finale
| N°  | Tour                   | Pays    | Match                              | Score | Réference | Cumul |
| --- | ---------------------- | ------- | ---------------------------------- | ----- | --------- | ----- |
| 300 | 1/8 de finale (aller)  | Espagne | Manchester United - Real Madrid CF | 1 - 1 |           | 3 - 2 |
| 301 | 1/8 de finale (retour) | Espagne | Real Madrid CF - Manchester United | 2 - 1 |           | 3 - 2 |

#### 2013-2014:Ligue des Champions
Le club s'est qualifié pour la phase de Groupes de la Ligue des Champions à la suite de sa 1re place en Premier League lors de la saison 2012-2013.
Phase de poule - Groupe A
| Rang | Équipe            | Pts | J | G | N | P | Bp | Bc | Diff |  | Résultats (▼ dom., ► ext.) |     |     |     |     |
| ---- | ----------------- | --- | - | - | - | - | -- | -- | ---- |  | -------------------------- | --- | --- | --- | --- |
| 1    | Manchester United | 14  | 6 | 4 | 2 | 0 | 12 | 3  | +9   |  | Manchester United          |     | 4-2 | 1-0 | 1-0 |
| 2    | Bayer Leverkusen  | 10  | 6 | 3 | 1 | 2 | 9  | 10 | -1   |  | Bayer Leverkusen           | 0-5 |     | 4-0 | 2-1 |
| 3    | Chakhtar Donetsk  | 8   | 6 | 2 | 2 | 2 | 7  | 6  | +1   |  | Chakhtar Donetsk           | 1-1 | 0-0 |     | 4-0 |
| 4    | Real Sociedad     | 1   | 6 | 0 | 1 | 5 | 1  | 10 | -9   |  | Real Sociedad              | 0-0 | 0-1 | 0-2 |     |

| N°  | Tour             | Pays      | Match                                | Score | Réference |
| --- | ---------------- | --------- | ------------------------------------ | ----- | --------- |
| 302 | Phase groupe - 1 | Allemagne | Manchester United - Bayer Leverkusen | 4 - 2 |           |
| 303 | Phase groupe - 2 | Ukraine   | Chakhtar Donetsk - Manchester United | 1 - 1 |           |
| 304 | Phase groupe - 3 | Espagne   | Manchester United - Real Sociedad    | 1 - 0 |           |
| 305 | Phase groupe - 4 | Espagne   | Real Sociedad - Manchester United    | 0 - 0 |           |
| 306 | Phase groupe - 5 | Allemagne | Bayer Leverkusen - Manchester United | 0 - 5 |           |
| 307 | Phase groupe - 6 | Ukraine   | Manchester United - Chakhtar Donetsk | 1 - 0 |           |

Phase finale
| N°  | Tour                   | Pays      | Match                             | Score | Réference | Cumul |
| --- | ---------------------- | --------- | --------------------------------- | ----- | --------- | ----- |
| 308 | 1/8 de finale (aller)  | Grèce     | Olympiakos - Manchester United    | 2 - 0 |           | 3 - 2 |
| 309 | 1/8 de finale (retour) | Grèce     | Manchester United - Olympiakos    | 3 - 0 |           | 3 - 2 |
| 310 | 1/4 de finale (aller)  | Allemagne | Manchester United - Bayern Munich | 1 - 1 |           | 4 - 2 |
| 311 | 1/4 de finale (retour) | Allemagne | Bayern Munich - Manchester United | 3 - 1 |           | 4 - 2 |

#### 2015-2016:Ligue des Champions&Ligue Europa
Le club s'est qualifié pour les barrages de la Ligue des Champions à la suite de sa 4e place en Premier League lors de la saison 2014-2015.
Phase qualificative
| N°  | Tour             | Pays     | Match                           | Score | Réference | Cumul |
| --- | ---------------- | -------- | ------------------------------- | ----- | --------- | ----- |
| 312 | Barrage (aller)  | Belgique | Manchester United - Club Bruges | 3 - 1 |           | 7 - 1 |
| 313 | Barrage (retour) | Belgique | Club Bruges - Manchester United | 0 - 4 |           | 7 - 1 |

Phase de poule - Groupe B
| Rang | Équipe            | Pts | J | G | N | P | Bp | Bc | Diff |  | Résultats (▼ dom., ► ext.) |     |     |     |     |
| ---- | ----------------- | --- | - | - | - | - | -- | -- | ---- |  | -------------------------- | --- | --- | --- | --- |
| 1    | VfL Wolfsbourg    | 12  | 6 | 4 | 0 | 2 | 9  | 6  | +3   |  | VfL Wolfsbourg             |     | 2-0 | 3-2 | 1-0 |
| 2    | PSV Eindhoven     | 10  | 6 | 3 | 1 | 2 | 8  | 7  | +1   |  | PSV Eindhoven              | 2-0 |     | 2-1 | 2-1 |
| 3    | Manchester United | 8   | 6 | 2 | 2 | 2 | 7  | 7  | 0    |  | Manchester United          | 2-1 | 0-0 |     | 1-0 |
| 4    | CSKA Moscou       | 4   | 6 | 1 | 1 | 4 | 5  | 9  | -4   |  | CSKA Moscou                | 0-2 | 3-2 | 1-1 |     |

| N°  | Tour             | Pays      | Match                             | Score | Réference |
| --- | ---------------- | --------- | --------------------------------- | ----- | --------- |
| 314 | Phase groupe - 1 | Pays-Bas  | PSV Eindhoven - Manchester United | 2 - 1 |           |
| 315 | Phase groupe - 2 | Allemagne | Manchester United - Wolfsbourg    | 2 - 1 |           |
| 316 | Phase groupe - 3 | Russie    | CSKA Moscou - Manchester United   | 1 - 1 |           |
| 317 | Phase groupe - 4 | Russie    | Manchester United - CSKA Moscou   | 1 - 0 |           |
| 318 | Phase groupe - 5 | Pays-Bas  | Manchester United - PSV Eindhoven | 0 - 0 |           |
| 319 | Phase groupe - 6 | Allemagne | Wolfsbourg - Manchester United    | 3 - 2 |           |

Phase finale
| N°  | Tour                    | Pays       | Match                              | Score | Réference | Cumul |
| --- | ----------------------- | ---------- | ---------------------------------- | ----- | --------- | ----- |
| 320 | 1/16 de finale (aller)  | Danemark   | FC Midtjylland - Manchester United | 2 - 1 |           | 6 - 3 |
| 321 | 1/16 de finale (retour) | Danemark   | Manchester United - FC Midtjylland | 5 - 1 |           | 6 - 3 |
| 322 | 1/8 de finale (aller)   | Angleterre | Liverpool FC - Manchester United   | 2 - 0 |           | 3 - 1 |
| 323 | 1/8 de finale (retour)  | Angleterre | Manchester United - Liverpool FC   | 1 - 1 |           | 3 - 1 |

#### 2016-2017:Ligue Europa
Le club s'est qualifié pour la phase de Groupes pour la Ligue Europa à la suite de sa 5e place en Premier League lors de la saison 2015-2016.
Phase de poule - Groupe A
| Rang | Équipe              | Pts | J | G | N | P | Bp | Bc | Diff |  | Résultats (▼ dom., ► ext.) |     |     |     |     |
| ---- | ------------------- | --- | - | - | - | - | -- | -- | ---- |  | -------------------------- | --- | --- | --- | --- |
| 1    | Fenerbahçe SK       | 13  | 6 | 4 | 1 | 1 | 8  | 6  | +2   |  | Fenerbahçe SK              |     | 2-1 | 1-0 | 2-0 |
| 2    | Manchester United   | 12  | 6 | 4 | 0 | 2 | 12 | 4  | +8   |  | Manchester United          | 4-1 |     | 4-0 | 1-0 |
| 3    | Feyenoord Rotterdam | 7   | 6 | 2 | 1 | 3 | 3  | 7  | -4   |  | Feyenoord Rotterdam        | 0-1 | 1-0 |     | 1-0 |
| 4    | Zorya Louhansk      | 2   | 6 | 0 | 2 | 4 | 2  | 8  | -6   |  | Zorya Louhansk             | 1-1 | 0-2 | 1-1 |     |

| N°  | Tour             | Pays     | Match                                   | Score | Réference |
| --- | ---------------- | -------- | --------------------------------------- | ----- | --------- |
| 324 | Phase groupe - 1 | Pays-Bas | Feyenoord Rotterdam - Manchester United | 1 - 0 |           |
| 325 | Phase groupe - 2 | Ukraine  | Manchester United - Zorya Louhansk      | 1 - 0 |           |
| 326 | Phase groupe - 3 | Turquie  | Manchester United - Fenerbahçe SK       | 4 - 1 |           |
| 327 | Phase groupe - 4 | Turquie  | Fenerbahçe SK - Manchester United       | 2 - 1 |           |
| 328 | Phase groupe - 5 | Pays-Bas | Manchester United - Feyenoord Rotterdam | 4 - 0 |           |
| 329 | Phase groupe - 6 | Ukraine  | Zorya Louhansk - Manchester United      | 0 - 2 |           |

Phase finale
| N°  | Tour                    | Pays     | Match                                | Score | Réference | Cumul |
| --- | ----------------------- | -------- | ------------------------------------ | ----- | --------- | ----- |
| 330 | 1/16 de finale (aller)  | France   | Manchester United - AS Saint-Étienne | 3 - 0 |           | 4 - 0 |
| 331 | 1/16 de finale (retour) | France   | AS Saint-Étienne - Manchester United | 0 - 1 |           | 4 - 0 |
| 332 | 1/8 de finale (aller)   | Russie   | FK Rostov - Manchester United        | 1 - 1 |           | 2 - 1 |
| 333 | 1/8 de finale (retour)  | Russie   | Manchester United - FK Rostov        | 1 - 0 |           | 2 - 1 |
| 334 | 1/4 de finale (aller)   | Belgique | RSC Anderlecht - Manchester United   | 1 - 1 |           | 3 - 2 |
| 335 | 1/4 de finale (retour)  | Belgique | Manchester United - RSC Anderlecht   | 2 - 1 |           | 3 - 2 |
| 336 | 1/2 finale (aller)      | Espagne  | Celta de Vigo - Manchester United    | 0 - 1 |           | 2 - 1 |
| 337 | 1/2 finale (retour)     | Espagne  | Manchester United - Celta de Vigo    | 1 - 1 |           | 2 - 1 |

Finale de la Ligue Europa 2016-2017
| N°  | Tour   | Pays     | Match                              | Score | Réference |
| --- | ------ | -------- | ---------------------------------- | ----- | --------- |
| 338 | Finale | Pays-Bas | Ajax Amsterdam - Manchester United | 0 - 2 |           |

#### 2017-2018:Supercoupe de l'UEFA&Ligue des Champions
Le club s'est qualifié pour la phase de Groupes pour la Ligue des Champions et de la Supercoupe de l'UEFA à la suite de sa victoire en Ligue Europa lors de la saison 2016-2017.
Supercoupe de l'UEFA 2017
| N°  | Tour   | Pays    | Match                           | Score | Réference |
| --- | ------ | ------- | ------------------------------- | ----- | --------- |
| 339 | Finale | Espagne | Real Madrid - Manchester United | 2 - 1 |           |

Phase de poule - Groupe A
| N°  | Tour             | Pays     | Match                                | Score | Réference |
| --- | ---------------- | -------- | ------------------------------------ | ----- | --------- |
| 340 | Phase groupe - 1 | Suisse   | Manchester United -FC Bâle           | 3 - 0 |           |
| 341 | Phase groupe - 2 | Russie   | CSKA Moscou - Manchester United      | 1 - 4 |           |
| 342 | Phase groupe - 3 | Portugal | Benfica Lisbonne - Manchester United | 0 - 1 |           |
| 343 | Phase groupe - 4 | Portugal | Manchester United - Benfica Lisbonne | 2 - 0 |           |
| 344 | Phase groupe - 5 | Suisse   | FC Bâle - Manchester United          | 1 - 0 |           |
| 345 | Phase groupe - 6 | Russie   | Manchester United - CSKA Moscou      | 2 - 1 |           |

Phase finale
| N°  | Tour                   | Pays    | Match                          | Score | Réference | Cumul |
| --- | ---------------------- | ------- | ------------------------------ | ----- | --------- | ----- |
| 346 | 1/8 de finale (aller)  | Espagne | Séville FC - Manchester United | 0 - 0 |           | 1 - 2 |
| 347 | 1/8 de finale (retour) | Espagne | Manchester United - Séville FC | 1 - 2 |           | 1 - 2 |

#### 2018-2019:Ligue des Champions
Le club s'est qualifié pour la phase de Groupes pour la Ligue des Champions à la suite de sa 2e place en Premier League lors de la saison 2017-2018.
Phase de poule - Groupe H
| Rang | Équipe            | Pts | J | G | N | P | Bp | Bc | Diff |  | Résultats (▼ dom., ► ext.) |     |     |     |     |
| ---- | ----------------- | --- | - | - | - | - | -- | -- | ---- |  | -------------------------- | --- | --- | --- | --- |
| 1    | Juventus FC       | 12  | 6 | 4 | 0 | 2 | 9  | 4  | +5   |  | Juventus FC                |     | 1-2 | 1-0 | 3-0 |
| 2    | Manchester United | 10  | 6 | 3 | 1 | 2 | 7  | 4  | +3   |  | Manchester United          | 0-1 |     | 0-0 | 1-0 |
| 3    | Valence CF        | 8   | 6 | 2 | 2 | 2 | 6  | 6  | 0    |  | Valence CF                 | 0-2 | 2-1 |     | 3-1 |
| 4    | BSC Young Boys    | 4   | 6 | 1 | 1 | 4 | 4  | 12 | -8   |  | BSC Young Boys             | 2-1 | 0-3 | 1-1 |     |

| N°  | Tour             | Pays    | Match                              | Score | Réference |
| --- | ---------------- | ------- | ---------------------------------- | ----- | --------- |
| 348 | Phase groupe - 1 | Suisse  | BSC Young Boys - Manchester United | 0 - 3 |           |
| 349 | Phase groupe - 2 | Espagne | Manchester United - Valence CF     | 0 - 0 |           |
| 350 | Phase groupe - 3 | Italie  | Manchester United - Juventus FC    | 0 - 1 |           |
| 351 | Phase groupe - 4 | Italie  | Juventus FC - Manchester United    | 1 - 2 |           |
| 352 | Phase groupe - 5 | Suisse  | Manchester United - BSC Young Boys | 1 - 0 |           |
| 353 | Phase groupe - 6 | Espagne | Valence CF - Manchester United     | 2 - 1 |           |

Phase finale
| N°  | Tour                   | Pays    | Match                                   | Score | Réference | Cumul |
| --- | ---------------------- | ------- | --------------------------------------- | ----- | --------- | ----- |
| 354 | 1/8 de finale (aller)  | France  | Manchester United - Paris Saint-Germain | 0 - 2 |           | 3 - 2 |
| 355 | 1/8 de finale (retour) | France  | Paris Saint-Germain - Manchester United | 1 - 3 |           | 3 - 2 |
| 356 | 1/4 de finale (aller)  | Espagne | Manchester United - FC Barcelone        | 0 - 1 |           | 0 - 4 |
| 357 | 1/4 de finale (retour) | Espagne | FC Barcelone - Manchester United        | 3 - 0 |           | 0 - 4 |

#### 2019-2020:Ligue Europa
Le club s'est qualifié pour la phase de Groupes pour la Ligue Europa à la suite de sa 6e place en Premier League lors de la saison 2018-2019.
Phase de poule - Groupe L
| Rang | Équipe            | Pts | J | G | N | P | Bp | Bc | Diff |  | Résultats (▼ dom., ► ext.) |     |     |     |     |
| ---- | ----------------- | --- | - | - | - | - | -- | -- | ---- |  | -------------------------- | --- | --- | --- | --- |
| 1    | Manchester United | 13  | 6 | 4 | 1 | 1 | 10 | 2  | +8   |  | Manchester United          |     | 4-0 | 3-0 | 1-0 |
| 2    | AZ Alkmaar        | 9   | 6 | 2 | 3 | 1 | 15 | 8  | +7   |  | AZ Alkmaar                 | 0-0 |     | 2-2 | 6-0 |
| 3    | Partizan Belgrade | 8   | 6 | 2 | 2 | 2 | 10 | 10 | 0    |  | Partizan Belgrade          | 0-1 | 2-2 |     | 4-1 |
| 4    | FK Astana         | 3   | 6 | 1 | 0 | 5 | 4  | 19 | -15  |  | FK Astana                  | 2-1 | 0-5 | 1-2 |     |

| N°  | Tour             | Pays       | Match                                 | Score | Réference |
| --- | ---------------- | ---------- | ------------------------------------- | ----- | --------- |
| 358 | Phase groupe - 1 | Kazakhstan | Manchester United - FK Astana         | 1 - 0 |           |
| 359 | Phase groupe - 2 | Pays-Bas   | AZ Alkmaar - Manchester United        | 0 - 0 |           |
| 360 | Phase groupe - 3 | Serbie     | Partizan Belgrade - Manchester United | 0 - 1 |           |
| 361 | Phase groupe - 4 | Serbie     | Manchester United - Partizan Belgrade | 3 - 0 |           |
| 362 | Phase groupe - 5 | Kazakhstan | FK Astana - Manchester United         | 2 - 1 |           |
| 363 | Phase groupe - 6 | Pays-Bas   | Manchester United - AZ Alkmaar        | 4 - 0 |           |

Phase finale
| N°  | Tour                    | Pays     | Match                             | Score | Cumul | Réference |
| --- | ----------------------- | -------- | --------------------------------- | ----- | ----- | --------- |
| 364 | 1/16 de finale (aller)  | Belgique | Club Bruges - Manchester United   | 1 - 1 | 6 - 1 |           |
| 365 | 1/16 de finale (retour) | Belgique | Manchester United - Club Bruges   | 5 - 0 | 6 - 1 |           |
| 366 | 1/8 de finale (aller)   | Autriche | LASK - Manchester United          | 0 - 5 | 7 - 1 |           |
| 367 | 1/8 de finale (retour)  | Autriche | Manchester United - LASK          | 2 - 1 | 7 - 1 |           |
| 368 | 1/4 de finale           | Danemark | Manchester United - FC Copenhague | 1 - 0 | 1 - 0 |           |
| 369 | 1/2 finale              | Espagne  | Séville FC - Manchester United    | 2 - 1 | 2 - 1 |           |

### Années 2020

#### 2020-2021:Ligue des Champions&Ligue Europa
Le club s'est qualifié pour la phase de Groupes pour la Ligue des Champions à la suite de sa 3e place en Premier League lors de la saison 2019-2020.
Phase de poule - Groupe H
| Rang | Équipe              | Pts | J | G | N | P | Bp | Bc | Diff |  | Résultats (▼ dom., ► ext.) |     |     |     |     |
| ---- | ------------------- | --- | - | - | - | - | -- | -- | ---- |  | -------------------------- | --- | --- | --- | --- |
| 1    | Paris Saint-Germain | 12  | 6 | 4 | 0 | 2 | 13 | 6  | +7   |  | Paris Saint-Germain        |     | 1-0 | 1-2 | 5-1 |
| 2    | RB Leipzig          | 12  | 6 | 4 | 0 | 2 | 11 | 12 | -1   |  | RB Leipzig                 | 2-1 |     | 3-2 | 2-0 |
| 3    | Manchester United   | 9   | 6 | 3 | 0 | 3 | 15 | 10 | +5   |  | Manchester United          | 1-3 | 5-0 |     | 4-1 |
| 4    | İstanbul Başakşehir | 3   | 6 | 1 | 0 | 5 | 7  | 18 | -11  |  | İstanbul Başakşehir        | 0-2 | 3-4 | 2-1 |     |

| N°  | Tour             | Pays      | Match                                   | Score | Réference |
| --- | ---------------- | --------- | --------------------------------------- | ----- | --------- |
| 370 | Phase groupe - 1 | France    | Paris Saint-Germain - Manchester United | 1 - 2 |           |
| 371 | Phase groupe - 2 | Allemagne | Manchester United - RB Leipzig          | 5 - 0 |           |
| 372 | Phase groupe - 3 | Turquie   | Istanbul Başakşehir - Manchester United | 2 - 1 |           |
| 373 | Phase groupe - 4 | Turquie   | Manchester United - Istanbul Başakşehir | 4 - 1 |           |
| 374 | Phase groupe - 5 | France    | Manchester United - Paris Saint-Germain | 1 - 3 |           |
| 375 | Phase groupe - 6 | Allemagne | RB Leipzig - Manchester United          | 3 - 2 |           |

Phase finale
| N°  | Tour                    | Pays    | Match                             | Score | Réference | Cumul |
| --- | ----------------------- | ------- | --------------------------------- | ----- | --------- | ----- |
| 376 | 1/16 de finale (aller)  | Espagne | Real Sociedad - Manchester United | 0 - 4 |           | 4 - 0 |
| 377 | 1/16 de finale (retour) | Espagne | Manchester United - Real Sociedad | 0 - 0 |           | 4 - 0 |
| 378 | 1/8 de finale (aller)   | Italie  | Manchester United - AC Milan      | 1 - 1 |           | 2 - 1 |
| 379 | 1/8 de finale (retour)  | Italie  | AC Milan - Manchester United      | 0 - 1 |           | 2 - 1 |
| 380 | 1/4 de finale (aller)   | Espagne | Grenade CF - Manchester United    | 0 - 2 |           | 4 - 0 |
| 381 | 1/4 de finale (retour)  | Espagne | Manchester United - Grenade CF    | 2 - 0 |           | 4 - 0 |
| 382 | 1/2 finale (aller)      | Italie  | Manchester United - AS Rome       | 6 - 2 |           | 8 - 5 |
| 383 | 1/2 finale (retour)     | Italie  | AS Rome - Manchester United       | 3 - 2 |           | 8 - 5 |

Finale de la Ligue Europa 2020-2021
| N°  | Tour   | Pays    | Match                             | Score             | Réference |
| --- | ------ | ------- | --------------------------------- | ----------------- | --------- |
| 384 | Finale | Espagne | Villarreal CF - Manchester United | 1 - 1 11 t.a.b 10 |           |

#### 2021-2022:Ligue des Champions
Le club s'est qualifié pour la phase de Groupes pour la Ligue des Champions à la suite de sa 2e place en Premier League lors de la saison 2020-2021.
Phase de poule - Groupe F
| Rang | Équipe            | Pts | J | G | N | P | Bp | Bc | Diff |  | Résultats (▼ dom., ► ext.) |     |     |     |     |
| ---- | ----------------- | --- | - | - | - | - | -- | -- | ---- |  | -------------------------- | --- | --- | --- | --- |
| 1    | Manchester United | 11  | 6 | 3 | 2 | 1 | 11 | 8  | +3   |  | Manchester United          |     | 2-1 | 3-2 | 1-1 |
| 2    | Villarreal CF     | 10  | 6 | 3 | 1 | 2 | 12 | 9  | +3   |  | Villarreal CF              | 0-2 |     | 2-2 | 2-0 |
| 3    | Atalanta Bergame  | 6   | 6 | 1 | 3 | 2 | 12 | 13 | -1   |  | Atalanta Bergame           | 2-2 | 2-3 |     | 1-0 |
| 4    | BSC Young Boys    | 5   | 6 | 1 | 2 | 3 | 7  | 12 | -5   |  | BSC Young Boys             | 2-1 | 1-4 | 3-3 |     |

| N°  | Tour             | Pays    | Match                                | Score | Réference |
| --- | ---------------- | ------- | ------------------------------------ | ----- | --------- |
| 385 | Phase groupe - 1 | Suisse  | BSC Young Boys - Manchester United   | 2 - 1 |           |
| 386 | Phase groupe - 2 | Espagne | Manchester United - Villarreal CF    | 2 - 1 |           |
| 387 | Phase groupe - 3 | Italie  | Manchester United - Atalanta Bergame | 3 - 2 |           |
| 388 | Phase groupe - 4 | Italie  | Atalanta Bergame - Manchester United | 2 - 2 |           |
| 389 | Phase groupe - 5 | Espagne | Villarreal CF - Manchester United    | 0 - 2 |           |
| 390 | Phase groupe - 6 | Suisse  | Manchester United - BSC Young Boys   | 1 - 1 |           |

Phase finale
| N°  | Tour                   | Pays    | Match                                  | Score | Réference | Cumul |
| --- | ---------------------- | ------- | -------------------------------------- | ----- | --------- | ----- |
| 391 | 1/8 de finale (aller)  | Espagne | Atlético de Madrid - Manchester United | 1 - 1 |           | 1 - 2 |
| 392 | 1/8 de finale (retour) | Espagne | Manchester United - Atlético de Madrid | 0 - 1 |           | 1 - 2 |

#### 2022-2023:Ligue Europa
Le club s'est qualifié pour la phase de Groupes pour la Ligue Europa à la suite de sa 6e place en Premier League lors de la saison 2021-2022.
Phase de poule - Groupe E
| Rang | Équipe            | Pts | J | G | N | P | Bp | Bc | Diff |  | Résultats (▼ dom., ► ext.) |     |     |     |     |
| ---- | ----------------- | --- | - | - | - | - | -- | -- | ---- |  | -------------------------- | --- | --- | --- | --- |
| 1    | Real Sociedad     | 15  | 6 | 5 | 0 | 1 | 10 | 2  | +8   |  | Real Sociedad              |     | 0-1 | 3-0 | 2-1 |
| 2    | Manchester United | 15  | 6 | 5 | 0 | 1 | 10 | 3  | +7   |  | Manchester United          | 0-1 |     | 3-0 | 1-0 |
| 3    | Sheriff Tiraspol  | 6   | 6 | 2 | 0 | 4 | 4  | 10 | -6   |  | Sheriff Tiraspol           | 0-2 | 0-2 |     | 1-0 |
| 4    | Omónia Nicosie    | 0   | 6 | 0 | 0 | 6 | 3  | 12 | -9   |  | Omónia Nicosie             | 0-2 | 2-3 | 0-3 |     |

| N°  | Tour             | Pays     | Match                                | Score | Réference |
| --- | ---------------- | -------- | ------------------------------------ | ----- | --------- |
| 393 | Phase groupe - 1 | Espagne  | Manchester United - Real Sociedad    | 0 - 1 |           |
| 394 | Phase groupe - 2 | Moldavie | Sheriff Tiraspol - Manchester United | 0 - 2 |           |
| 395 | Phase groupe - 3 | Chypre   | Omónia Nicosie - Manchester United   | 2 - 3 |           |
| 396 | Phase groupe - 4 | Chypre   | Manchester United - Omónia Nicosie   | 1 - 0 |           |
| 397 | Phase groupe - 5 | Moldavie | Manchester United - Sheriff Tiraspol | 3 - 0 |           |
| 398 | Phase groupe - 6 | Espagne  | Real Sociedad - Manchester United    | 0 - 1 |           |

Phase finale
| N°  | Tour                                    | Pays    | Match                                   | Score | Réference | Cumul |
| --- | --------------------------------------- | ------- | --------------------------------------- | ----- | --------- | ----- |
| 399 | Barrages à élimination directe (aller)  | Espagne | FC Barcelone - Manchester United        | 2 - 2 |           | 4 - 3 |
| 400 | Barrages à élimination directe (retour) | Espagne | Manchester United - FC Barcelone        | 2 - 1 |           | 4 - 3 |
| 401 | 1/8 de finale (aller)                   | Espagne | Manchester United - Real Betis          | 4 - 1 |           | 5 - 1 |
| 402 | 1/8 de finale (retour)                  | Espagne | Real Betis Balompié - Manchester United | 0 - 1 |           | 5 - 1 |
| 403 | 1/4 de finale (aller)                   | Espagne | Manchester United - Séville FC          | 2 - 2 |           | 2 - 5 |
| 404 | 1/4 de finale (retour)                  | Espagne | Séville FC - Manchester United          | 3 - 0 |           | 2 - 5 |

#### 2023-2024:Ligue des Champions
Le club s'est qualifié pour la phase de Groupes pour la Ligue des Champions à la suite de sa 3e place en Premier League lors de la saison 2022-2023.
Phase de poule - Groupe A
| Rang | Équipe            | Pts | J | G | N | P | Bp | Bc | Diff |  | Résultats (▼ dom., ► ext.) |     |     |     |     |
| ---- | ----------------- | --- | - | - | - | - | -- | -- | ---- |  | -------------------------- | --- | --- | --- | --- |
| 1    | Bayern Munich     | 16  | 6 | 5 | 1 | 0 | 12 | 6  | +6   |  | Bayern Munich              |     | 0-0 | 2-1 | 4-3 |
| 2    | FC Copenhague     | 8   | 6 | 2 | 2 | 2 | 8  | 8  | 0    |  | FC Copenhague              | 1-2 |     | 1-0 | 4-3 |
| 3    | Galatasaray SK    | 5   | 6 | 1 | 2 | 3 | 10 | 13 | -3   |  | Galatasaray SK             | 1-3 | 2-2 |     | 3-3 |
| 4    | Manchester United | 4   | 6 | 1 | 1 | 4 | 12 | 15 | -3   |  | Manchester United          | 0-1 | 1-0 | 2-3 |     |

| N°  | Tour             | Pays      | Match                              | Score | Réference |
| --- | ---------------- | --------- | ---------------------------------- | ----- | --------- |
| 405 | Phase groupe - 1 | Allemagne | Bayern Munich - Manchester United  | 4 - 3 |           |
| 406 | Phase groupe - 2 | Turquie   | Manchester United - Galatasaray SK | 2 - 3 |           |
| 407 | Phase groupe - 3 | Danemark  | Manchester United - FC Copenhague  | 1 - 0 |           |
| 408 | Phase groupe - 4 | Danemark  | FC Copenhague - Manchester United  | 4 - 3 |           |
| 409 | Phase groupe - 5 | Turquie   | Galatasaray SK - Manchester United | 3 - 3 |           |
| 410 | Phase groupe - 6 | Allemagne | Manchester United - Bayern Munich  | 0 - 1 |           |

#### 2024-2025:Ligue Europa
Le club s'est qualifié pour la phase de ligues pour la Ligue Europa à la suite de sa victoire en Coupe d'Angleterre lors de la saison 2023-2024.
Phase de ligue
| Rang | Équipe              | Pts | J | G | N | P | Bp | Bc | Diff | Qualification ou relégation                                                       |
| ---- | ------------------- | --- | - | - | - | - | -- | -- | ---- | --------------------------------------------------------------------------------- |
| 1    | SS Lazio            | 19  | 8 | 6 | 1 | 1 | 17 | 5  | +12  | Qualification pour les Huitièmes de finale (Tête de série)                        |
| 2    | Athletic Bilbao     | 19  | 8 | 6 | 1 | 1 | 15 | 7  | +8   | Qualification pour les Huitièmes de finale (Tête de série)                        |
| 3    | Manchester United   | 18  | 8 | 5 | 3 | 0 | 16 | 9  | +7   | Qualification pour les Huitièmes de finale (Tête de série)                        |
| 4    | Tottenham Hotspur   | 17  | 8 | 5 | 2 | 1 | 17 | 9  | +8   | Qualification pour les Huitièmes de finale (Tête de série)                        |
| 5    | Eintracht Francfort | 16  | 8 | 5 | 1 | 2 | 14 | 10 | +4   | Qualification pour les Huitièmes de finale (Tête de série)                        |
| 6    | Olympique lyonnais  | 15  | 8 | 4 | 3 | 1 | 16 | 8  | +8   | Qualification pour les Huitièmes de finale (Tête de série)                        |
| 7    | Olympiakós C4       | 15  | 8 | 4 | 3 | 1 | 9  | 3  | +6   | Qualification pour les Huitièmes de finale (Tête de série)                        |
| 8    | Rangers FC          | 14  | 8 | 4 | 2 | 2 | 16 | 10 | +6   | Qualification pour les Huitièmes de finale (Tête de série)                        |
| 9    | FK Bodø/Glimt       | 14  | 8 | 4 | 2 | 2 | 14 | 11 | +3   | Qualification pour les Barrages de la phase à élimination directe (Tête de série) |
| 10   | RSC Anderlecht      | 14  | 8 | 4 | 2 | 2 | 14 | 12 | +2   | Qualification pour les Barrages de la phase à élimination directe (Tête de série) |

| N°  | Tour               | Pays         | Match                              | Score | Réference |
| --- | ------------------ | ------------ | ---------------------------------- | ----- | --------- |
| 411 | Phase de ligue - 1 | Pays-Bas     | Manchester United - FC Twente      | 1 - 1 |           |
| 412 | Phase de ligue - 2 | Portugal     | FC Porto - Manchester United       | 3 - 3 |           |
| 413 | Phase de ligue - 3 | Turquie      | Fenerbahçe SK - Manchester United  | 1 - 1 |           |
| 414 | Phase de ligue - 4 | Grèce        | Manchester United - PAOK Salonique | 2 - 0 |           |
| 415 | Phase de ligue - 5 | Norvège      | Manchester United - FK Bodø/Glimt  | 3 - 2 |           |
| 416 | Phase de ligue - 6 | Rép. Tchèque | Viktoria Plzeň - Manchester United | 1 - 2 |           |
| 417 | Phase de ligue - 7 | Écosse       | Manchester United - Rangers FC     | 2 - 1 |           |
| 418 | Phase de ligue - 8 | Roumanie     | FCSB - Manchester United           | 0 - 2 |           |

| N°  | Tour                   | Pays    | Match                                  | Score | Réference | Cumul |
| --- | ---------------------- | ------- | -------------------------------------- | ----- | --------- | ----- |
| 419 | 1/8 de finale (aller)  | Espagne | Real Sociedad - Manchester United      | 1 - 1 |           | 5 - 2 |
| 420 | 1/8 de finale (retour) | Espagne | Manchester United - Real Sociedad      | 4 - 1 |           | 5 - 2 |
| 421 | 1/4 de finale (aller)  | France  | Olympique lyonnais - Manchester United | 2 - 2 |           | 7 - 6 |
| 422 | 1/4 de finale (retour) | France  | Manchester United - Olympique lyonnais | 5 - 4 |           | 7 - 6 |
| 423 | 1/2 finale (aller)     | Espagne | Athletic Club - Manchester United      | 0 - 3 |           | 7 - 1 |
| 424 | 1/2 finale (retour)    | Espagne | Manchester United - Athletic Club      | 4 - 1 |           | 7 - 1 |

Finale de la Ligue Europa 2024-2025
| N°  | Tour   | Pays       | Match                                 | Score | Réference |
| --- | ------ | ---------- | ------------------------------------- | ----- | --------- |
| 425 | Finale | Angleterre | Tottenham Hotspur - Manchester United | 1 - 0 |           |

## Statistiques

### Bilan détaillé
Mise à jour après Tottenham Hotspur - Manchester United le 21 mai 2025.
| Compétition         | Participation | Domicile | Domicile | Domicile | Domicile | Domicile | Domicile | Domicile | Extérieur | Extérieur | Extérieur | Extérieur | Extérieur | Extérieur | Extérieur | Neutre | Neutre | Neutre | Neutre | Neutre | Neutre | Neutre | Total | Total | Total | Total | Total | Total | Total | Réf.   |
| Compétition         | Participation | M        | V        | N        | D        | BP       | BC       | DIFF     | M         | V         | N         | D         | BP        | BC        | DIFF      | M      | V      | N      | D      | BP     | BC     | DIFF   | M     | V     | N     | D     | BP    | BC    | DIFF  | Réf.   |
| ------------------- | ------------- | -------- | -------- | -------- | -------- | -------- | -------- | -------- | --------- | --------- | --------- | --------- | --------- | --------- | --------- | ------ | ------ | ------ | ------ | ------ | ------ | ------ | ----- | ----- | ----- | ----- | ----- | ----- | ----- | ------ |
| Ligue des champions | 34            | 147      | 102      | 27       | 18       | 331      | 123      | +208     | 147       | 57        | 42        | 48        | 206       | 168       | +38       | 5      | 2      | 1      | 2      | 8      | 8      | 0      | 299   | 161   | 70    | 68    | 545   | 299   | +246  | [ 32 ] |
| Coupe des coupes    | 5             | 15       | 10       | 5        | 0        | 38       | 10       | +28      | 15        | 5         | 4         | 6         | 15        | 24        | -9        | 1      | 1      | 0      | 0      | 2      | 1      | +1     | 31    | 16    | 9     | 6     | 55    | 35    | +20   | [ 33 ] |
| Ligue Europa        | 13            | 43       | 29       | 11       | 3        | 95       | 34       | +61      | 42        | 16        | 14        | 12        | 53        | 43        | +10       | 6      | 3      | 1      | 2      | 9      | 4      | +5     | 91    | 48    | 26    | 17    | 157   | 81    | +76   | [ 34 ] |
| Supercoupe          | 4             | 1        | 1        | 0        | 0        | 1        | 0        | +1       | 0         | 0         | 0         | 0         | 0         | 0         | 0         | 3      | 0      | 0      | 3      | 2      | 5      | -2     | 4     | 1     | 0     | 3     | 3     | 5     | -2    | [ 35 ] |
| Total               | Total         | 206      | 142      | 43       | 21       | 465      | 167      | +298     | 204       | 78        | 60        | 66        | 274       | 235       | +39       | 15     | 6      | 2      | 7      | 21     | 18     | +3     | 425   | 226   | 105   | 94    | 760   | 420   | +340  | -      |

### Meilleurs buteurs
Les joueurs évoluant actuellement à Manchester United sont inscrits en caractères gras.
| Pos° | Nom                 | Carrière au club        | C1 | C2 | C3 | Sup. | Total |
| ---- | ------------------- | ----------------------- | -- | -- | -- | ---- | ----- |
| 1    | Wayne Rooney        | 2004 - 2017             | 34 | 0  | 5  | 0    | 39    |
| 2    | Ruud van Nistelrooy | 2001 - 2006             | 38 | 0  | 0  | 0    | 38    |
| 3    | Ryan Giggs          | 1991 - 2014             | 29 | 0  | 0  | 0    | 29    |
| 4    | Denis Law           | 1962 - 1973             | 14 | 6  | 8  | 0    | 28    |
| 5    | Paul Scholes        | 1994 - 2011 2012 - 2013 | 25 | 0  | 1  | 0    | 26    |
| 5    | Marcus Rashford     | 2015 -                  | 12 | 0  | 14 | 0    | 26    |
| 7    | Cristiano Ronaldo   | 2003 - 2009 2021 - 2022 | 22 | 0  | 2  | 0    | 24    |
| 8    | Bruno Fernandes     | 2020 -                  | 6  | 0  | 16 | 0    | 22    |
| 9    | Ole Gunnar Solskjær | 1996 - 2007             | 20 | 0  | 0  | 0    | 20    |
| 10   | Andy Cole           | 1994 - 2002             | 19 | 0  | 0  | 0    | 19    |

### Joueurs ayant le plus joué
| Pos° | Nom                 | Carrière au club        | C1  | C2 | C3 | Sup. | Total |
| ---- | ------------------- | ----------------------- | --- | -- | -- | ---- | ----- |
| 1    | Ryan Giggs          | 1991 - 2014             | 151 | 1  | 5  | 1    | 157   |
| 2    | Paul Scholes        | 1994 - 2011 2012 - 2013 | 130 | 0  | 4  | 2    | 136   |
| 3    | Gary Neville        | 1992 - 2011             | 115 | 0  | 2  | 2    | 119   |
| 4    | Wayne Rooney        | 2004 - 2017             | 88  | 0  | 10 | 1    | 99    |
| 5    | Rio Ferdinand       | 2002 - 2014             | 89  | 0  | 2  | 1    | 92    |
| 6    | Michael Carrick     | 2006 - 2018             | 72  | 0  | 14 | 0    | 86    |
| 7    | David Beckham       | 1992 - 2003             | 81  | 0  | 2  | 1    | 84    |
| 8    | Roy Keane           | 1993 - 2006             | 80  | 0  | 2  | 1    | 83    |
| 8    | David de Gea        | 2011 - 2023             | 54  | 0  | 28 | 1    | 83    |
| 10   | Ole Gunnar Solskjær | 1996 - 2007             | 81  | 0  | 0  | 1    | 82    |

### Adversaires européens
| Pays                     | Match     | Match     | Match     | Match     | Match     | Match     | Match     |
| Pays                     | M         | V         | N         | D         | BP        | BC        | DIFF      |
| Allemagne                | Allemagne | Allemagne | Allemagne | Allemagne | Allemagne | Allemagne | Allemagne |
| ------------------------ | --------- | --------- | --------- | --------- | --------- | --------- | --------- |
| Bayern Munich            | 13        | 3         | 5         | 5         | 16        | 22        | -6        |
| Borussia Dortmund        | 4         | 1         | 1         | 2         | 3         | 4         | -1        |
| FC Viktoria Francfort    | 2         | 2         | 0         | 0         | 5         | 1         | +4        |
| RB Leipzig               | 2         | 1         | 0         | 1         | 7         | 3         | +4        |
| Bayer Leverkusen         | 6         | 4         | 2         | 0         | 16        | 6         | +10       |
| Schalke 04               | 2         | 2         | 0         | 0         | 6         | 1         | +5        |
| VfB Stuttgart            | 2         | 1         | 0         | 1         | 3         | 2         | +1        |
| VfL Wolfsburg            | 4         | 3         | 0         | 1         | 9         | 6         | +3        |
| Angleterre               |           |           |           |           |           |           |           |
| Arsenal FC               | 2         | 2         | 0         | 0         | 4         | 1         | +3        |
| Chelsea FC               | 3         | 2         | 1         | 0         | 4         | 2         | +2        |
| Liverpool FC             | 2         | 0         | 1         | 1         | 1         | 3         | -2        |
| Tottenham Hotspur        | 3         | 1         | 0         | 2         | 4         | 4         | 0         |
| Autriche                 |           |           |           |           |           |           |           |
| LASK                     | 2         | 2         | 0         | 0         | 7         | 1         | +6        |
| SK Sturm Graz            | 4         | 4         | 0         | 0         | 10        | 1         | +9        |
| Rapid Vienne             | 4         | 3         | 1         | 0         | 7         | 0         | +7        |
| Belgique                 |           |           |           |           |           |           |           |
| RSC Anderlecht           | 8         | 5         | 1         | 2         | 25        | 8         | +17       |
| Club Bruges              | 4         | 3         | 1         | 0         | 13        | 2         | +11       |
| Bosnie-Herzégovine       |           |           |           |           |           |           |           |
| FK Sarajevo              | 2         | 1         | 1         | 0         | 2         | 1         | +1        |
| Bulgarie                 |           |           |           |           |           |           |           |
| FK Spartak Varna         | 2         | 2         | 0         | 0         | 4         | 1         | +3        |
| Chypre                   |           |           |           |           |           |           |           |
| Omónia Nicosie           | 2         | 2         | 0         | 0         | 4         | 2         | +2        |
| Croatie                  |           |           |           |           |           |           |           |
| Dinamo Zagreb            | 2         | 1         | 1         | 0         | 2         | 1         | +1        |
| Danemark                 |           |           |           |           |           |           |           |
| Aalborg BK               | 2         | 1         | 1         | 0         | 5         | 2         | +3        |
| Brøndby IF               | 2         | 2         | 0         | 0         | 11        | 2         | +9        |
| FC Copenhague            | 5         | 3         | 0         | 2         | 8         | 5         | +3        |
| FC Midtjylland           | 2         | 1         | 0         | 1         | 6         | 3         | +3        |
| Écosse                   |           |           |           |           |           |           |           |
| Celtic FC                | 4         | 2         | 1         | 1         | 7         | 4         | +3        |
| Dundee United            | 2         | 1         | 1         | 0         | 5         | 4         | +1        |
| Rangers FC               | 5         | 4         | 1         | 0         | 7         | 1         | +6        |
| Espagne                  |           |           |           |           |           |           |           |
| Atlético Madrid          | 4         | 0         | 2         | 2         | 2         | 6         | -4        |
| Athletic Bilbao          | 6         | 3         | 0         | 3         | 16        | 11        | +5        |
| FC Barcelone             | 15        | 4         | 5         | 6         | 19        | 27        | -8        |
| Real Betis               | 2         | 2         | 0         | 0         | 5         | 1         | +4        |
| Celta de Vigo            | 2         | 1         | 1         | 0         | 2         | 1         | +1        |
| Deportivo La Corogne     | 6         | 3         | 0         | 3         | 10        | 9         | +1        |
| Grenade CF               | 2         | 2         | 0         | 0         | 4         | 0         | +4        |
| Real Madrid              | 11        | 2         | 4         | 5         | 17        | 22        | -5        |
| Real Sociedad            | 8         | 4         | 3         | 1         | 11        | 3         | +8        |
| Seville FC               | 5         | 0         | 2         | 3         | 4         | 9         | -5        |
| Valence CF               | 10        | 2         | 6         | 2         | 8         | 6         | +2        |
| Villarreal CF            | 6         | 2         | 4         | 0         | 5         | 2         | +3        |
| Finlande                 |           |           |           |           |           |           |           |
| HJK Helsinki             | 2         | 2         | 0         | 0         | 9         | 2         | +7        |
| France                   |           |           |           |           |           |           |           |
| Girondins de Bordeaux    | 2         | 2         | 0         | 0         | 4         | 1         | +3        |
| LOSC Lille               | 6         | 3         | 2         | 1         | 4         | 2         | +2        |
| Olympique lyonnais       | 6         | 3         | 3         | 0         | 13        | 10        | +3        |
| Olympique de Marseille   | 4         | 2         | 1         | 1         | 4         | 3         | +1        |
| AS Monaco                | 2         | 0         | 2         | 0         | 1         | 1         | 0         |
| Montpellier HSC          | 2         | 1         | 1         | 0         | 3         | 1         | +2        |
| FC Nantes                | 2         | 1         | 1         | 0         | 6         | 2         | +4        |
| Paris Saint-Germain      | 4         | 2         | 0         | 2         | 6         | 7         | -1        |
| AS Saint-Étienne         | 4         | 3         | 1         | 0         | 7         | 1         | +6        |
| Grèce                    |           |           |           |           |           |           |           |
| Athinaïkós               | 2         | 1         | 1         | 0         | 2         | 0         | +2        |
| Olympiakós               | 6         | 5         | 0         | 1         | 15        | 4         | +11       |
| Panathinaïkós            | 4         | 3         | 1         | 0         | 10        | 2         | +8        |
| PAOK Salonique           | 1         | 1         | 0         | 0         | 2         | 0         | +2        |
| Hongrie                  |           |           |           |           |           |           |           |
| Budapest Honvéd          | 2         | 2         | 0         | 0         | 5         | 3         | +2        |
| Debrecen VSC             | 2         | 2         | 0         | 0         | 6         | 0         | +6        |
| Győri ETO                | 2         | 1         | 1         | 0         | 5         | 2         | +3        |
| Pécsi Mecsek FC          | 2         | 2         | 0         | 0         | 3         | 0         | +3        |
| MOL Fehérvár FC          | 2         | 1         | 0         | 1         | 1         | 1         | 0         |
| Zalaegerszeg TE FC       | 2         | 1         | 0         | 1         | 5         | 1         | +4        |
| Irlande                  |           |           |           |           |           |           |           |
| Shamrock Rovers          | 2         | 2         | 0         | 0         | 9         | 2         | +7        |
| Waterford FC             | 2         | 2         | 0         | 0         | 10        | 2         | +8        |
| Israël                   |           |           |           |           |           |           |           |
| Maccabi Haïfa            | 2         | 1         | 0         | 1         | 5         | 5         | 0         |
| Italie                   |           |           |           |           |           |           |           |
| Atalanta Bergame         | 2         | 1         | 1         | 0         | 5         | 4         | +1        |
| ACF Fiorentina           | 2         | 1         | 0         | 1         | 3         | 3         | 0         |
| Juventus FC              | 14        | 6         | 2         | 6         | 17        | 17        | 0         |
| SS Lazio                 | 1         | 0         | 0         | 1         | 0         | 1         | -1        |
| AC Milan                 | 12        | 6         | 1         | 5         | 15        | 17        | -2        |
| Inter Milan              | 4         | 2         | 2         | 0         | 5         | 1         | +4        |
| AS Rome                  | 8         | 5         | 1         | 2         | 21        | 9         | +12       |
| Kazakhstan               |           |           |           |           |           |           |           |
| FK Astana                | 2         | 1         | 0         | 1         | 2         | 2         | 0         |
| Malte                    |           |           |           |           |           |           |           |
| Hibernians FC            | 2         | 1         | 1         | 0         | 4         | 0         | +4        |
| Moldavie                 |           |           |           |           |           |           |           |
| Sheriff Tiraspol         | 2         | 2         | 0         | 0         | 5         | 0         | +5        |
| Norvège                  |           |           |           |           |           |           |           |
| FK Bodø/Glimt            | 1         | 1         | 0         | 0         | 3         | 2         | +1        |
| Pays-Bas                 |           |           |           |           |           |           |           |
| Ajax Amsterdam           | 5         | 3         | 0         | 2         | 7         | 3         | +4        |
| AZ Alkmaar               | 2         | 1         | 1         | 0         | 4         | 0         | +4        |
| PSV Eindhoven            | 6         | 2         | 2         | 2         | 6         | 6         | 0         |
| Feyenoord Rotterdam      | 4         | 3         | 0         | 1         | 9         | 3         | +6        |
| FC Twente                | 1         | 0         | 1         | 0         | 1         | 1         | 0         |
| Willem II Tilburg        | 2         | 1         | 1         | 0         | 7         | 2         | +5        |
| Pays de Galles           |           |           |           |           |           |           |           |
| Wrexham AFC              | 2         | 2         | 0         | 0         | 5         | 0         | +5        |
| Pologne                  |           |           |           |           |           |           |           |
| ŁKS Łódź                 | 2         | 1         | 1         | 0         | 2         | 0         | +2        |
| Widzew Łódź              | 2         | 0         | 2         | 0         | 1         | 1         | 0         |
| Legia Varsovie           | 2         | 1         | 1         | 0         | 4         | 2         | +2        |
| Górnik Zabrze            | 2         | 1         | 0         | 1         | 2         | 1         | +1        |
| Portugal                 |           |           |           |           |           |           |           |
| Benfica Lisbonne         | 11        | 8         | 2         | 1         | 25        | 11        | +14       |
| Boavista FC              | 2         | 2         | 0         | 0         | 6         | 0         | +6        |
| Sporting Braga           | 2         | 2         | 0         | 0         | 6         | 3         | +3        |
| FC Porto                 | 9         | 3         | 4         | 2         | 17        | 14        | +3        |
| Sporting Portugal        | 4         | 3         | 0         | 1         | 7         | 7         | 0         |
| République tchèque       |           |           |           |           |           |           |           |
| Viktoria Plzeň           | 1         | 1         | 0         | 0         | 2         | 1         | +1        |
| Dukla Prague             | 4         | 1         | 2         | 1         | 6         | 4         | +2        |
| AC Sparta Prague         | 2         | 1         | 1         | 0         | 4         | 1         | +3        |
| Roumanie                 |           |           |           |           |           |           |           |
| Dinamo Bucarest          | 2         | 2         | 0         | 0         | 5         | 1         | +4        |
| CFR Cluj                 | 2         | 1         | 0         | 1         | 2         | 2         | 0         |
| Oțelul Galați            | 2         | 2         | 0         | 0         | 4         | 0         | +4        |
| Steaua Bucarest          | 1         | 1         | 0         | 0         | 2         | 0         | +2        |
| Russie                   |           |           |           |           |           |           |           |
| CSKA Moscou              | 6         | 4         | 2         | 0         | 12        | 6         | +6        |
| Torpedo Moscou           | 2         | 0         | 2         | 0         | 0         | 0         | 0         |
| FK Rostov                | 2         | 1         | 1         | 0         | 2         | 1         | +1        |
| SC Rotor Volgograd       | 2         | 0         | 2         | 0         | 2         | 2         | 0         |
| Zénith Saint-Pétersbourg | 1         | 0         | 0         | 1         | 1         | 2         | -1        |
| Serbie                   |           |           |           |           |           |           |           |
| Étoile rouge Belgrade    | 3         | 2         | 1         | 0         | 6         | 4         | +2        |
| Partizan Belgrade        | 4         | 3         | 0         | 1         | 5         | 2         | +3        |
| Slovaquie                |           |           |           |           |           |           |           |
| FC Košice                | 2         | 2         | 0         | 0         | 6         | 0         | +6        |
| Suède                    |           |           |           |           |           |           |           |
| IFK Göteborg             | 2         | 1         | 0         | 1         | 5         | 5         | 0         |
| Suisse                   |           |           |           |           |           |           |           |
| FC Bâle                  | 6         | 2         | 2         | 2         | 11        | 8         | +3        |
| BSC Young Boys           | 4         | 2         | 1         | 1         | 6         | 3         | +3        |
| Turquie                  |           |           |           |           |           |           |           |
| Istanbul Başakşehir      | 2         | 1         | 0         | 1         | 5         | 3         | +2        |
| Beşiktaş JK              | 2         | 1         | 0         | 1         | 1         | 1         | 0         |
| Bursaspor                | 2         | 2         | 0         | 0         | 4         | 0         | +4        |
| Fenerbahçe SK            | 7         | 3         | 1         | 3         | 14        | 10        | +4        |
| Galatasaray SK           | 8         | 2         | 4         | 2         | 13        | 10        | +3        |
| Ukraine                  |           |           |           |           |           |           |           |
| Chakhtar Donetsk         | 2         | 1         | 1         | 0         | 2         | 1         | +1        |
| Dynamo Kiev              | 4         | 3         | 1         | 0         | 9         | 2         | +7        |
| Zorya Louhansk           | 2         | 2         | 0         | 0         | 3         | 0         | +3        |
| Total                    | 425       | 226       | 105       | 94        | 760       | 420       | +340      |

## Matchs international par saison

### 1968-1969:Coupe intercontinentale
Le club s'est qualifié pour la Coupe intercontinentale à la suite de sa victoire en Ligue des champions lors de la saison 1967-1968.
| N° | Tour            | Pays      | Match                                   | Score | Réference | Cumul |
| -- | --------------- | --------- | --------------------------------------- | ----- | --------- | ----- |
| 1  | Finale (aller)  | Argentine | Club Estudiantes LP - Manchester United | 1 - 0 |           | 2 - 1 |
| 2  | Finale (retour) | Argentine | Manchester United - Club Estudiantes LP | 1 - 1 |           | 2 - 1 |

### 1999-2000:Coupe intercontinentale
Le club s'est qualifié pour la Coupe intercontinentale à la suite de sa victoire en Ligue des champions lors de la saison 1998-1999.
| N° | Tour   | Pays   | Match                            | Score | Réference |
| -- | ------ | ------ | -------------------------------- | ----- | --------- |
| 3  | Finale | Brésil | Manchester United - SE Palmeiras | 1 - 0 |           |

### 1999-2000:Championnat du monde des clubs
Le club s'est qualifié pour le Championnat du monde des clubs 2000 à la suite de sa victoire en Ligue des champions lors de la saison 1998-1999.
| N° | Tour             | Pays      | Match                                | Score | Réference |
| -- | ---------------- | --------- | ------------------------------------ | ----- | --------- |
| 4  | Phase groupe - 1 | Mexique   | Manchester United - Club Necaxa      | 1 - 1 |           |
| 5  | Phase groupe - 2 | Brésil    | Manchester United - CR Vasco da Gama | 1 - 3 |           |
| 6  | Phase groupe - 3 | Australie | Manchester United - South Melbourne  | 2 - 0 |           |

### 2008-2009:Coupe du monde des clubs
Le club s'est qualifié pour la Coupe du monde des clubs à la suite de sa victoire en Ligue des champions lors de la saison 2007-2008.
| N° | Tour       | Pays     | Match                           | Score | Réference |
| -- | ---------- | -------- | ------------------------------- | ----- | --------- |
| 7  | 1/2 finale | Japon    | Gamba Osaka - Manchester United | 3 - 5 |           |
| 8  | Finale     | Équateur | LDU Quito - Manchester United   | 0 - 1 |           |

## Statistiques

### Adversaires mondiaux
| Pays             | Match     | Match     | Match     | Match     | Match     | Match     | Match     |
| Pays             | M         | V         | N         | D         | BP        | BC        | DIFF      |
| Argentine        | Argentine | Argentine | Argentine | Argentine | Argentine | Argentine | Argentine |
| ---------------- | --------- | --------- | --------- | --------- | --------- | --------- | --------- |
| CE de La Plata   | 2         | 0         | 1         | 1         | 1         | 2         | -1        |
| Australie        |           |           |           |           |           |           |           |
| South Melbourne  | 1         | 1         | 0         | 0         | 2         | 0         | +2        |
| Brésil           |           |           |           |           |           |           |           |
| SE Palmeiras     | 1         | 1         | 0         | 0         | 1         | 0         | +1        |
| CR Vasco da Gama | 1         | 0         | 0         | 1         | 1         | 3         | -2        |
| Équateur         |           |           |           |           |           |           |           |
| LDU Quito        | 1         | 1         | 0         | 0         | 1         | 0         | +1        |
| Japon            |           |           |           |           |           |           |           |
| Gamba Osaka      | 1         | 1         | 0         | 0         | 5         | 3         | +2        |
| Mexique          |           |           |           |           |           |           |           |
| Club Necaxa      | 1         | 0         | 1         | 0         | 1         | 1         | 0         |
| Total            | 8         | 4         | 2         | 2         | 12        | 9         | +3        |